# Lista de asteroides (457001-458000)
Esta é uma lista parcial de asteroides, do asteroide número 457001 até o 458000, inclusive. Veja também o índice com todas as listas disponíveis.

| Objeto Próximos à Terra | Cinturão de asteroides (interno) | Cinturão de asteroides (externo) | Centauro       |
| Cruzador de Marte       | Cinturão de asteroides (meio)    | Troianos de Júpiter              | Transnetuniano |

Veja mais dados de cada asteroide na ligação externa para o Minor Planet Center na última coluna.
Índice: 457001... 457101... 457201... 457301... 457401... 457501... 457601... 457701... 457801... 457901... 

## 457001–457100
| Designação | Designação | Descoberta  | Descoberta    | Descobridor(es)     | Categoria | Mais informações / Referência |
| Permanente | Provisória | Data        | Local         | Descobridor(es)     | Categoria | Mais informações / Referência |
| ---------- | ---------- | ----------- | ------------- | ------------------- | --------- | ----------------------------- |
| 457001     | 2008 CN54  | 7 fev 2008  | Catalina      | CSS                 | —         | MPC                           |
| 457002     | 2008 CV70  | 19 dez 2007 | Mount Lemmon  | Mount Lemmon Survey | —         | MPC                           |
| 457003     | 2008 CU76  | 6 fev 2008  | Catalina      | CSS                 | —         | MPC                           |
| 457004     | 2008 CZ76  | 6 fev 2008  | Catalina      | CSS                 | Juno      | MPC                           |
| 457005     | 2008 CN77  | 14 jan 2008 | Kitt Peak     | Spacewatch          | —         | MPC                           |
| 457006     | 2008 CO80  | 7 fev 2008  | Kitt Peak     | Spacewatch          | —         | MPC                           |
| 457007     | 2008 CX82  | 7 fev 2008  | Kitt Peak     | Spacewatch          | —         | MPC                           |
| 457008     | 2008 CA83  | 7 fev 2008  | Kitt Peak     | Spacewatch          | —         | MPC                           |
| 457009     | 2008 CB87  | 7 fev 2008  | Mount Lemmon  | Mount Lemmon Survey | —         | MPC                           |
| 457010     | 2008 CO87  | 7 fev 2008  | Mount Lemmon  | Mount Lemmon Survey | —         | MPC                           |
| 457011     | 2008 CY92  | 8 fev 2008  | Kitt Peak     | Spacewatch          | —         | MPC                           |
| 457012     | 2008 CZ92  | 8 fev 2008  | Kitt Peak     | Spacewatch          | —         | MPC                           |
| 457013     | 2008 CY109 | 15 mar 2004 | Kitt Peak     | Spacewatch          | —         | MPC                           |
| 457014     | 2008 CT115 | 10 fev 2008 | Catalina      | CSS                 | —         | MPC                           |
| 457015     | 2008 CY116 | 1 jan 2008  | Mount Lemmon  | Mount Lemmon Survey | —         | MPC                           |
| 457016     | 2008 CZ119 | 7 fev 2008  | Mount Lemmon  | Mount Lemmon Survey | —         | MPC                           |
| 457017     | 2008 CN120 | 6 fev 2008  | Catalina      | CSS                 | —         | MPC                           |
| 457018     | 2008 CT120 | 6 fev 2008  | Catalina      | CSS                 | Juno      | MPC                           |
| 457019     | 2008 CL123 | 7 fev 2008  | Mount Lemmon  | Mount Lemmon Survey | —         | MPC                           |
| 457020     | 2008 CP131 | 20 jan 2008 | Mount Lemmon  | Mount Lemmon Survey | Phocaea   | MPC                           |
| 457021     | 2008 CL134 | 30 dez 2007 | Mount Lemmon  | Mount Lemmon Survey | —         | MPC                           |
| 457022     | 2008 CX137 | 8 fev 2008  | Kitt Peak     | Spacewatch          | Phocaea   | MPC                           |
| 457023     | 2008 CP141 | 8 fev 2008  | Kitt Peak     | Spacewatch          | —         | MPC                           |
| 457024     | 2008 CZ142 | 8 fev 2008  | Kitt Peak     | Spacewatch          | —         | MPC                           |
| 457025     | 2008 CQ144 | 9 fev 2008  | Kitt Peak     | Spacewatch          | —         | MPC                           |
| 457026     | 2008 CG145 | 9 fev 2008  | Kitt Peak     | Spacewatch          | —         | MPC                           |
| 457027     | 2008 CQ146 | 20 nov 2007 | Mount Lemmon  | Mount Lemmon Survey | —         | MPC                           |
| 457028     | 2008 CY148 | 15 jan 2008 | Mount Lemmon  | Mount Lemmon Survey | —         | MPC                           |
| 457029     | 2008 CD159 | 9 fev 2008  | Catalina      | CSS                 | —         | MPC                           |
| 457030     | 2008 CH160 | 9 fev 2008  | Kitt Peak     | Spacewatch          | —         | MPC                           |
| 457031     | 2008 CD166 | 1 fev 2008  | Mount Lemmon  | Mount Lemmon Survey | —         | MPC                           |
| 457032     | 2008 CZ169 | 12 fev 2008 | Mount Lemmon  | Mount Lemmon Survey | —         | MPC                           |
| 457033     | 2008 CU172 | 13 fev 2008 | Kitt Peak     | Spacewatch          | Phocaea   | MPC                           |
| 457034     | 2008 CA179 | 6 fev 2008  | Catalina      | CSS                 | —         | MPC                           |
| 457035     | 2008 CM181 | 13 fev 2008 | Anderson Mesa | LONEOS              | —         | MPC                           |
| 457036     | 2008 CT186 | 2 fev 2008  | Catalina      | CSS                 | —         | MPC                           |
| 457037     | 2008 CB191 | 2 fev 2008  | Kitt Peak     | Spacewatch          | —         | MPC                           |
| 457038     | 2008 CT193 | 8 fev 2008  | Kitt Peak     | Spacewatch          | —         | MPC                           |
| 457039     | 2008 CV196 | 7 fev 2008  | Kitt Peak     | Spacewatch          | —         | MPC                           |
| 457040     | 2008 CR199 | 13 fev 2008 | Mount Lemmon  | Mount Lemmon Survey | —         | MPC                           |
| 457041     | 2008 CW201 | 9 fev 2008  | Mount Lemmon  | Mount Lemmon Survey | —         | MPC                           |
| 457042     | 2008 CT203 | 12 fev 2008 | Kitt Peak     | Spacewatch          | —         | MPC                           |
| 457043     | 2008 CV203 | 12 fev 2008 | Kitt Peak     | Spacewatch          | —         | MPC                           |
| 457044     | 2008 CA206 | 31 dez 2007 | Kitt Peak     | Spacewatch          | —         | MPC                           |
| 457045     | 2008 CT214 | 12 fev 2008 | Mount Lemmon  | Mount Lemmon Survey | —         | MPC                           |
| 457046     | 2008 DD4   | 18 fev 2008 | Mount Lemmon  | Mount Lemmon Survey | —         | MPC                           |
| 457047     | 2008 DQ10  | 10 jan 2008 | Mount Lemmon  | Mount Lemmon Survey | —         | MPC                           |
| 457048     | 2008 DY10  | 11 jan 2008 | Kitt Peak     | Spacewatch          | —         | MPC                           |
| 457049     | 2008 DN17  | 24 fev 2008 | Kitt Peak     | Spacewatch          | —         | MPC                           |
| 457050     | 2008 DJ25  | 28 fev 2008 | Mount Lemmon  | Mount Lemmon Survey | —         | MPC                           |
| 457051     | 2008 DJ27  | 29 fev 2008 | Mount Lemmon  | Mount Lemmon Survey | —         | MPC                           |
| 457052     | 2008 DH31  | 10 jan 2008 | Mount Lemmon  | Mount Lemmon Survey | —         | MPC                           |
| 457053     | 2008 DA49  | 29 fev 2008 | Catalina      | CSS                 | —         | MPC                           |
| 457054     | 2008 DZ49  | 29 fev 2008 | Mount Lemmon  | Mount Lemmon Survey | —         | MPC                           |
| 457055     | 2008 DT50  | 29 fev 2008 | Kitt Peak     | Spacewatch          | —         | MPC                           |
| 457056     | 2008 DV53  | 9 jan 2008  | Mount Lemmon  | Mount Lemmon Survey | —         | MPC                           |
| 457057     | 2008 DZ59  | 27 fev 2008 | Kitt Peak     | Spacewatch          | —         | MPC                           |
| 457058     | 2008 DN75  | 28 fev 2008 | Mount Lemmon  | Mount Lemmon Survey | —         | MPC                           |
| 457059     | 2008 EG    | 1 mar 2008  | Catalina      | CSS                 | —         | MPC                           |
| 457060     | 2008 ET3   | 18 fev 2008 | Mount Lemmon  | Mount Lemmon Survey | —         | MPC                           |
| 457061     | 2008 EM5   | 2 mar 2008  | Kitt Peak     | Spacewatch          | Phocaea   | MPC                           |
| 457062     | 2008 EJ23  | 18 fev 2008 | Mount Lemmon  | Mount Lemmon Survey | —         | MPC                           |
| 457063     | 2008 EC37  | 21 nov 2007 | Mount Lemmon  | Mount Lemmon Survey | —         | MPC                           |
| 457064     | 2008 EX44  | 5 mar 2008  | Kitt Peak     | Spacewatch          | —         | MPC                           |
| 457065     | 2008 EZ44  | 2 fev 2008  | Mount Lemmon  | Mount Lemmon Survey | —         | MPC                           |
| 457066     | 2008 EB45  | 5 mar 2008  | Kitt Peak     | Spacewatch          | —         | MPC                           |
| 457067     | 2008 ER47  | 5 mar 2008  | Mount Lemmon  | Mount Lemmon Survey | —         | MPC                           |
| 457068     | 2008 EK49  | 27 fev 2008 | Kitt Peak     | Spacewatch          | —         | MPC                           |
| 457069     | 2008 EJ53  | 6 mar 2008  | Mount Lemmon  | Mount Lemmon Survey | —         | MPC                           |
| 457070     | 2008 EG54  | 6 mar 2008  | Mount Lemmon  | Mount Lemmon Survey | —         | MPC                           |
| 457071     | 2008 EP57  | 28 fev 2008 | Kitt Peak     | Spacewatch          | —         | MPC                           |
| 457072     | 2008 EM66  | 9 mar 2008  | Mount Lemmon  | Mount Lemmon Survey | —         | MPC                           |
| 457073     | 2008 EO68  | 11 mar 2008 | Catalina      | CSS                 | Juno      | MPC                           |
| 457074     | 2008 EE69  | 6 mar 2008  | Kleť          | Kleť Obs.           | —         | MPC                           |
| 457075     | 2008 EK72  | 6 mar 2008  | Mount Lemmon  | Mount Lemmon Survey | Phocaea   | MPC                           |
| 457076     | 2008 EP77  | 28 fev 2008 | Kitt Peak     | Spacewatch          | —         | MPC                           |
| 457077     | 2008 EU82  | 9 fev 2008  | Catalina      | CSS                 | —         | MPC                           |
| 457078     | 2008 EN90  | 11 fev 2008 | Mount Lemmon  | Mount Lemmon Survey | —         | MPC                           |
| 457079     | 2008 EN92  | 3 mar 2008  | Catalina      | CSS                 | Phocaea   | MPC                           |
| 457080     | 2008 EA96  | 6 mar 2008  | Mount Lemmon  | Mount Lemmon Survey | —         | MPC                           |
| 457081     | 2008 EZ98  | 4 mar 2008  | Catalina      | CSS                 | —         | MPC                           |
| 457082     | 2008 EE100 | 3 mar 2008  | Kitt Peak     | Spacewatch          | —         | MPC                           |
| 457083     | 2008 EE107 | 6 mar 2008  | Mount Lemmon  | Mount Lemmon Survey | —         | MPC                           |
| 457084     | 2008 ER111 | 8 mar 2008  | Kitt Peak     | Spacewatch          | —         | MPC                           |
| 457085     | 2008 EA113 | 8 mar 2008  | Kitt Peak     | Spacewatch          | —         | MPC                           |
| 457086     | 2008 ES114 | 2 fev 2008  | Mount Lemmon  | Mount Lemmon Survey | —         | MPC                           |
| 457087     | 2008 EV117 | 30 jan 2008 | Mount Lemmon  | Mount Lemmon Survey | —         | MPC                           |
| 457088     | 2008 EF121 | 28 fev 2008 | Kitt Peak     | Spacewatch          | —         | MPC                           |
| 457089     | 2008 ER123 | 30 jan 2008 | Mount Lemmon  | Mount Lemmon Survey | —         | MPC                           |
| 457090     | 2008 ET123 | 11 jan 2008 | Kitt Peak     | Spacewatch          | —         | MPC                           |
| 457091     | 2008 EQ124 | 10 mar 2008 | Mount Lemmon  | Mount Lemmon Survey | —         | MPC                           |
| 457092     | 2008 EH127 | 10 mar 2008 | Kitt Peak     | Spacewatch          | —         | MPC                           |
| 457093     | 2008 ER127 | 11 mar 2008 | Kitt Peak     | Spacewatch          | —         | MPC                           |
| 457094     | 2008 EL131 | 28 fev 2008 | Kitt Peak     | Spacewatch          | —         | MPC                           |
| 457095     | 2008 EW134 | 19 abr 2004 | Kitt Peak     | Spacewatch          | —         | MPC                           |
| 457096     | 2008 EL136 | 28 fev 2008 | Kitt Peak     | Spacewatch          | —         | MPC                           |
| 457097     | 2008 EU144 | 24 fev 2008 | Kitt Peak     | Spacewatch          | —         | MPC                           |
| 457098     | 2008 EB147 | 7 mar 2008  | Nyukasa       | Mount Nyukasa Stn.  | —         | MPC                           |
| 457099     | 2008 EN147 | 1 mar 2008  | Kitt Peak     | Spacewatch          | —         | MPC                           |
| 457100     | 2008 ET151 | 8 mar 2008  | Kitt Peak     | Spacewatch          | —         | MPC                           |

## 457101–457200
| Designação | Designação | Descoberta  | Descoberta       | Descobridor(es)     | Categoria | Mais informações / Referência |
| Permanente | Provisória | Data        | Local            | Descobridor(es)     | Categoria | Mais informações / Referência |
| ---------- | ---------- | ----------- | ---------------- | ------------------- | --------- | ----------------------------- |
| 457101     | 2008 EK152 | 10 mar 2008 | Kitt Peak        | Spacewatch          | —         | MPC                           |
| 457102     | 2008 EF157 | 15 mar 2008 | Mount Lemmon     | Mount Lemmon Survey | —         | MPC                           |
| 457103     | 2008 EY157 | 1 mar 2008  | Kitt Peak        | Spacewatch          | Phocaea   | MPC                           |
| 457104     | 2008 EV160 | 1 mar 2008  | Kitt Peak        | Spacewatch          | —         | MPC                           |
| 457105     | 2008 EQ164 | 1 mar 2008  | Kitt Peak        | Spacewatch          | —         | MPC                           |
| 457106     | 2008 EJ167 | 8 mar 2008  | Catalina         | CSS                 | —         | MPC                           |
| 457107     | 2008 FH1   | 12 mar 2008 | Kitt Peak        | Spacewatch          | —         | MPC                           |
| 457108     | 2008 FR6   | 8 fev 2008  | Mount Lemmon     | Mount Lemmon Survey | —         | MPC                           |
| 457109     | 2008 FO11  | 8 fev 2008  | Kitt Peak        | Spacewatch          | —         | MPC                           |
| 457110     | 2008 FF12  | 11 fev 2008 | Kitt Peak        | Spacewatch          | —         | MPC                           |
| 457111     | 2008 FA13  | 1 mar 2008  | Kitt Peak        | Spacewatch          | Mitidika  | MPC                           |
| 457112     | 2008 FC13  | 26 mar 2008 | Mount Lemmon     | Mount Lemmon Survey | —         | MPC                           |
| 457113     | 2008 FH13  | 26 mar 2008 | Mount Lemmon     | Mount Lemmon Survey | —         | MPC                           |
| 457114     | 2008 FW15  | 26 mar 2008 | Kitt Peak        | Spacewatch          | —         | MPC                           |
| 457115     | 2008 FT16  | 10 fev 2008 | Kitt Peak        | Spacewatch          | —         | MPC                           |
| 457116     | 2008 FL19  | 21 out 2006 | Mount Lemmon     | Mount Lemmon Survey | —         | MPC                           |
| 457117     | 2008 FS24  | 27 mar 2008 | Kitt Peak        | Spacewatch          | —         | MPC                           |
| 457118     | 2008 FZ26  | 27 mar 2008 | Kitt Peak        | Spacewatch          | —         | MPC                           |
| 457119     | 2008 FR27  | 27 mar 2008 | Kitt Peak        | Spacewatch          | —         | MPC                           |
| 457120     | 2008 FB30  | 30 jan 2008 | Mount Lemmon     | Mount Lemmon Survey | —         | MPC                           |
| 457121     | 2008 FS33  | 28 mar 2008 | Mount Lemmon     | Mount Lemmon Survey | —         | MPC                           |
| 457122     | 2008 FP38  | 28 mar 2008 | Kitt Peak        | Spacewatch          | —         | MPC                           |
| 457123     | 2008 FV49  | 28 mar 2008 | Mount Lemmon     | Mount Lemmon Survey | —         | MPC                           |
| 457124     | 2008 FS51  | 28 ago 2005 | Kitt Peak        | Spacewatch          | —         | MPC                           |
| 457125     | 2008 FF52  | 29 fev 2008 | Kitt Peak        | Spacewatch          | —         | MPC                           |
| 457126     | 2008 FJ52  | 24 set 2005 | Kitt Peak        | Spacewatch          | —         | MPC                           |
| 457127     | 2008 FF58  | 28 mar 2008 | Kitt Peak        | Spacewatch          | —         | MPC                           |
| 457128     | 2008 FP58  | 28 mar 2008 | Mount Lemmon     | Mount Lemmon Survey | —         | MPC                           |
| 457129     | 2008 FQ63  | 10 mar 2008 | Mount Lemmon     | Mount Lemmon Survey | —         | MPC                           |
| 457130     | 2008 FB65  | 28 mar 2008 | Kitt Peak        | Spacewatch          | —         | MPC                           |
| 457131     | 2008 FB68  | 28 mar 2008 | Mount Lemmon     | Mount Lemmon Survey | —         | MPC                           |
| 457132     | 2008 FA71  | 29 mar 2008 | Mount Lemmon     | Mount Lemmon Survey | —         | MPC                           |
| 457133     | 2008 FG75  | 31 mar 2008 | Mount Lemmon     | Mount Lemmon Survey | —         | MPC                           |
| 457134     | 2008 FB80  | 1 mar 2008  | Kitt Peak        | Spacewatch          | —         | MPC                           |
| 457135     | 2008 FN80  | 27 mar 2008 | Mount Lemmon     | Mount Lemmon Survey | —         | MPC                           |
| 457136     | 2008 FD86  | 28 mar 2008 | Mount Lemmon     | Mount Lemmon Survey | Phocaea   | MPC                           |
| 457137     | 2008 FA91  | 29 mar 2008 | Mount Lemmon     | Mount Lemmon Survey | —         | MPC                           |
| 457138     | 2008 FW96  | 29 mar 2008 | Kitt Peak        | Spacewatch          | —         | MPC                           |
| 457139     | 2008 FK99  | 30 mar 2008 | Kitt Peak        | Spacewatch          | —         | MPC                           |
| 457140     | 2008 FF101 | 30 mar 2008 | Kitt Peak        | Spacewatch          | —         | MPC                           |
| 457141     | 2008 FG103 | 30 mar 2008 | Kitt Peak        | Spacewatch          | —         | MPC                           |
| 457142     | 2008 FP114 | 31 mar 2008 | Mount Lemmon     | Mount Lemmon Survey | —         | MPC                           |
| 457143     | 2008 FT122 | 27 mar 2008 | Mount Lemmon     | Mount Lemmon Survey | —         | MPC                           |
| 457144     | 2008 FL126 | 29 mar 2008 | Kitt Peak        | Spacewatch          | —         | MPC                           |
| 457145     | 2008 FV126 | 31 mar 2008 | Mount Lemmon     | Mount Lemmon Survey | —         | MPC                           |
| 457146     | 2008 FE128 | 28 mar 2008 | Kitt Peak        | Spacewatch          | —         | MPC                           |
| 457147     | 2008 FZ129 | 28 mar 2008 | Kitt Peak        | Spacewatch          | —         | MPC                           |
| 457148     | 2008 FP130 | 30 mar 2008 | Catalina         | CSS                 | —         | MPC                           |
| 457149     | 2008 FY132 | 30 mar 2008 | Kitt Peak        | Spacewatch          | —         | MPC                           |
| 457150     | 2008 FD133 | 30 mar 2008 | Kitt Peak        | Spacewatch          | —         | MPC                           |
| 457151     | 2008 FE133 | 20 mai 2004 | Campo Imperatore | CINEOS              | —         | MPC                           |
| 457152     | 2008 FQ133 | 28 mar 2008 | Mount Lemmon     | Mount Lemmon Survey | —         | MPC                           |
| 457153     | 2008 FN134 | 30 mar 2008 | Kitt Peak        | Spacewatch          | —         | MPC                           |
| 457154     | 2008 FW136 | 29 mar 2008 | Catalina         | CSS                 | —         | MPC                           |
| 457155     | 2008 GU    | 3 abr 2008  | Socorro          | LINEAR              | —         | MPC                           |
| 457156     | 2008 GS5   | 2 fev 2008  | Kitt Peak        | Spacewatch          | —         | MPC                           |
| 457157     | 2008 GT7   | 1 abr 2008  | Kitt Peak        | Spacewatch          | —         | MPC                           |
| 457158     | 2008 GW11  | 1 abr 2008  | Kitt Peak        | Spacewatch          | —         | MPC                           |
| 457159     | 2008 GY11  | 1 abr 2008  | Kitt Peak        | Spacewatch          | —         | MPC                           |
| 457160     | 2008 GF14  | 3 abr 2008  | Mount Lemmon     | Mount Lemmon Survey | —         | MPC                           |
| 457161     | 2008 GP34  | 27 mar 2008 | Mount Lemmon     | Mount Lemmon Survey | —         | MPC                           |
| 457162     | 2008 GV34  | 3 abr 2008  | Mount Lemmon     | Mount Lemmon Survey | —         | MPC                           |
| 457163     | 2008 GJ38  | 3 abr 2008  | Mount Lemmon     | Mount Lemmon Survey | —         | MPC                           |
| 457164     | 2008 GA44  | 4 abr 2008  | Kitt Peak        | Spacewatch          | —         | MPC                           |
| 457165     | 2008 GR52  | 9 fev 2008  | Mount Lemmon     | Mount Lemmon Survey | —         | MPC                           |
| 457166     | 2008 GD57  | 28 mar 2008 | Kitt Peak        | Spacewatch          | —         | MPC                           |
| 457167     | 2008 GA67  | 6 abr 2008  | Mount Lemmon     | Mount Lemmon Survey | —         | MPC                           |
| 457168     | 2008 GE67  | 6 abr 2008  | Mount Lemmon     | Mount Lemmon Survey | —         | MPC                           |
| 457169     | 2008 GL69  | 29 mar 2008 | Kitt Peak        | Spacewatch          | —         | MPC                           |
| 457170     | 2008 GM69  | 18 fev 2008 | Mount Lemmon     | Mount Lemmon Survey | —         | MPC                           |
| 457171     | 2008 GA73  | 4 mar 2008  | Mount Lemmon     | Mount Lemmon Survey | —         | MPC                           |
| 457172     | 2008 GY73  | 7 abr 2008  | Kitt Peak        | Spacewatch          | —         | MPC                           |
| 457173     | 2008 GS80  | 17 jan 2007 | Mount Lemmon     | Mount Lemmon Survey | —         | MPC                           |
| 457174     | 2008 GA81  | 31 mar 2008 | Mount Lemmon     | Mount Lemmon Survey | —         | MPC                           |
| 457175     | 2008 GO98  | 8 abr 2008  | Kitt Peak        | Spacewatch          | Juno      | MPC                           |
| 457176     | 2008 GF100 | 9 abr 2008  | Kitt Peak        | Spacewatch          | —         | MPC                           |
| 457177     | 2008 GC105 | 20 nov 2006 | Kitt Peak        | Spacewatch          | —         | MPC                           |
| 457178     | 2008 GU105 | 11 abr 2008 | Catalina         | CSS                 | —         | MPC                           |
| 457179     | 2008 GX110 | 3 abr 2008  | Catalina         | CSS                 | —         | MPC                           |
| 457180     | 2008 GD115 | 30 mar 2008 | Kitt Peak        | Spacewatch          | —         | MPC                           |
| 457181     | 2008 GF115 | 11 abr 2008 | Kitt Peak        | Spacewatch          | —         | MPC                           |
| 457182     | 2008 GW120 | 30 mar 2008 | Catalina         | CSS                 | —         | MPC                           |
| 457183     | 2008 GZ123 | 13 abr 2008 | Mount Lemmon     | Mount Lemmon Survey | —         | MPC                           |
| 457184     | 2008 GE124 | 14 abr 2008 | Mount Lemmon     | Mount Lemmon Survey | —         | MPC                           |
| 457185     | 2008 GW124 | 11 mar 2008 | Mount Lemmon     | Mount Lemmon Survey | —         | MPC                           |
| 457186     | 2008 GS137 | 7 abr 2008  | Kitt Peak        | Spacewatch          | —         | MPC                           |
| 457187     | 2008 GN139 | 4 abr 2008  | Kitt Peak        | Spacewatch          | —         | MPC                           |
| 457188     | 2008 GO143 | 2 fev 2008  | Mount Lemmon     | Mount Lemmon Survey | —         | MPC                           |
| 457189     | 2008 GB144 | 3 abr 2008  | Socorro          | LINEAR              | —         | MPC                           |
| 457190     | 2008 GC144 | 10 nov 2005 | Mount Lemmon     | Mount Lemmon Survey | —         | MPC                           |
| 457191     | 2008 GA146 | 14 abr 2008 | Catalina         | CSS                 | —         | MPC                           |
| 457192     | 2008 HV    | 1 fev 1995  | Kitt Peak        | Spacewatch          | —         | MPC                           |
| 457193     | 2008 HS6   | 4 abr 2008  | Catalina         | CSS                 | —         | MPC                           |
| 457194     | 2008 HN13  | 25 abr 2008 | Kitt Peak        | Spacewatch          | —         | MPC                           |
| 457195     | 2008 HQ16  | 25 abr 2008 | Catalina         | CSS                 | —         | MPC                           |
| 457196     | 2008 HZ17  | 15 abr 2008 | Mount Lemmon     | Mount Lemmon Survey | —         | MPC                           |
| 457197     | 2008 HJ22  | 26 abr 2008 | Kitt Peak        | Spacewatch          | —         | MPC                           |
| 457198     | 2008 HH25  | 14 abr 2008 | Mount Lemmon     | Mount Lemmon Survey | —         | MPC                           |
| 457199     | 2008 HC39  | 26 abr 2008 | Mount Lemmon     | Mount Lemmon Survey | Phocaea   | MPC                           |
| 457200     | 2008 HC44  | 28 mar 2008 | Mount Lemmon     | Mount Lemmon Survey | —         | MPC                           |

## 457201–457300
| Designação | Designação | Descoberta        | Descoberta           | Descobridor(es)     | Categoria | Mais informações / Referência |
| Permanente | Provisória | Data              | Local                | Descobridor(es)     | Categoria | Mais informações / Referência |
| ---------- | ---------- | ----------------- | -------------------- | ------------------- | --------- | ----------------------------- |
| 457201     | 2008 HQ44  | 27 abr 2008       | Kitt Peak            | Spacewatch          | —         | MPC                           |
| 457202     | 2008 HV48  | 29 abr 2008       | Kitt Peak            | Spacewatch          | —         | MPC                           |
| 457203     | 2008 HT55  | 29 abr 2008       | Kitt Peak            | Spacewatch          | —         | MPC                           |
| 457204     | 2008 HL62  | 14 abr 2008       | Mount Lemmon         | Mount Lemmon Survey | —         | MPC                           |
| 457205     | 2008 JA3   | 3 mai 2008        | Dauban               | F. Kugel            | —         | MPC                           |
| 457206     | 2008 JM8   | 1 mai 2008        | Catalina             | CSS                 | —         | MPC                           |
| 457207     | 2008 JL9   | 11 abr 2008       | Mount Lemmon         | Mount Lemmon Survey | Phocaea   | MPC                           |
| 457208     | 2008 JK20  | 7 abr 2008        | Mount Lemmon         | Mount Lemmon Survey | —         | MPC                           |
| 457209     | 2008 JR21  | 5 mai 2008        | Kitt Peak            | Spacewatch          | —         | MPC                           |
| 457210     | 2008 JY22  | 29 mar 2008       | Kitt Peak            | Spacewatch          | —         | MPC                           |
| 457211     | 2008 JD26  | 1 mai 2008        | Catalina             | CSS                 | —         | MPC                           |
| 457212     | 2008 JR26  | 13 mai 2008       | Socorro              | LINEAR              | —         | MPC                           |
| 457213     | 2008 JG29  | 11 mai 2008       | Socorro              | LINEAR              | —         | MPC                           |
| 457214     | 2008 JK30  | 11 mai 2008       | Kitt Peak            | Spacewatch          | —         | MPC                           |
| 457215     | 2008 JS33  | 6 abr 2008        | Mount Lemmon         | Mount Lemmon Survey | —         | MPC                           |
| 457216     | 2008 JM36  | 3 mai 2008        | Kitt Peak            | Spacewatch          | —         | MPC                           |
| 457217     | 2008 KE2   | 3 mai 2008        | Mount Lemmon         | Mount Lemmon Survey | —         | MPC                           |
| 457218     | 2008 KC4   | 27 mai 2008       | Kitt Peak            | Spacewatch          | —         | MPC                           |
| 457219     | 2008 KM6   | 4 mai 2008        | Kitt Peak            | Spacewatch          | —         | MPC                           |
| 457220     | 2008 KY6   | 26 mai 2008       | Kitt Peak            | Spacewatch          | —         | MPC                           |
| 457221     | 2008 KZ8   | 1 abr 2008        | Kitt Peak            | Spacewatch          | —         | MPC                           |
| 457222     | 2008 KG14  | 27 mai 2008       | Kitt Peak            | Spacewatch          | —         | MPC                           |
| 457223     | 2008 KM17  | 28 mai 2008       | Kitt Peak            | Spacewatch          | —         | MPC                           |
| 457224     | 2008 KM18  | 16 abr 2008       | Mount Lemmon         | Mount Lemmon Survey | —         | MPC                           |
| 457225     | 2008 KN18  | 2 mai 2008        | Kitt Peak            | Spacewatch          | —         | MPC                           |
| 457226     | 2008 KK23  | 28 mai 2008       | Kitt Peak            | Spacewatch          | —         | MPC                           |
| 457227     | 2008 KY29  | 29 mai 2008       | Kitt Peak            | Spacewatch          | —         | MPC                           |
| 457228     | 2008 KM33  | 13 abr 2008       | Mount Lemmon         | Mount Lemmon Survey | —         | MPC                           |
| 457229     | 2008 KB40  | 13 mai 2008       | Mount Lemmon         | Mount Lemmon Survey | —         | MPC                           |
| 457230     | 2008 KU40  | 29 mar 2008       | Kitt Peak            | Spacewatch          | —         | MPC                           |
| 457231     | 2008 KM41  | 3 mai 2008        | Mount Lemmon         | Mount Lemmon Survey | —         | MPC                           |
| 457232     | 2008 KF43  | 30 mai 2008       | Mount Lemmon         | Mount Lemmon Survey | —         | MPC                           |
| 457233     | 2008 KH43  | 27 mai 2008       | Mount Lemmon         | Mount Lemmon Survey | —         | MPC                           |
| 457234     | 2008 LC7   | 30 abr 2008       | Mount Lemmon         | Mount Lemmon Survey | —         | MPC                           |
| 457235     | 2008 LT8   | 7 jun 2008        | Kitt Peak            | Spacewatch          | —         | MPC                           |
| 457236     | 2008 LO9   | 2 mai 2008        | Kitt Peak            | Spacewatch          | —         | MPC                           |
| 457237     | 2008 LJ14  | 8 jun 2008        | Kitt Peak            | Spacewatch          | —         | MPC                           |
| 457238     | 2008 LN14  | 27 abr 2008       | Mount Lemmon         | Mount Lemmon Survey | —         | MPC                           |
| 457239     | 2008 NU4   | 6 jul 2008        | Antares              | ARO                 | —         | MPC                           |
| 457240     | 2008 OT6   | 26 jul 2008 07 26 | Siding Spring        | SSS                 | —         | MPC                           |
| 457241     | 2008 OY8   | 29 jul 2008       | Mount Lemmon         | Mount Lemmon Survey | —         | MPC                           |
| 457242     | 2008 OC19  | 28 set 2003       | Socorro              | LINEAR              | —         | MPC                           |
| 457243     | 2008 OC21  | 29 jul 2008       | Kitt Peak            | Spacewatch          | —         | MPC                           |
| 457244     | 2008 OT21  | 30 jul 2008       | Kitt Peak            | Spacewatch          | —         | MPC                           |
| 457245     | 2008 OH22  | 30 jul 2008       | Kitt Peak            | Spacewatch          | Ursula    | MPC                           |
| 457246     | 2008 PV1   | 1 ago 2008        | La Sagra             | Mallorca Obs.       | —         | MPC                           |
| 457247     | 2008 PF3   | 31 jul 2008       | Mount Lemmon         | Mount Lemmon Survey | —         | MPC                           |
| 457248     | 2008 QH    | 20 ago 2008       | Vallemare di Borbona | V. S. Casulli       | —         | MPC                           |
| 457249     | 2008 QR8   | 8 jun 2008        | Kitt Peak            | Spacewatch          | —         | MPC                           |
| 457250     | 2008 QD12  | 31 jul 2008       | Kitt Peak            | Spacewatch          | —         | MPC                           |
| 457251     | 2008 QC15  | 26 ago 2008       | Dauban               | F. Kugel            | —         | MPC                           |
| 457252     | 2008 QQ28  | 31 ago 2008       | La Sagra             | Mallorca Obs.       | —         | MPC                           |
| 457253     | 2008 QS31  | 30 ago 2008       | Socorro              | LINEAR              | —         | MPC                           |
| 457254     | 2008 QL35  | 25 ago 2008       | Siding Spring        | SSS                 | —         | MPC                           |
| 457255     | 2008 QQ47  | 24 ago 2008       | Kitt Peak            | Spacewatch          | —         | MPC                           |
| 457256     | 2008 RO4   | 2 set 2008        | Kitt Peak            | Spacewatch          | —         | MPC                           |
| 457257     | 2008 RR8   | 3 set 2008        | Kitt Peak            | Spacewatch          | —         | MPC                           |
| 457258     | 2008 RU12  | 20 ago 2008       | Kitt Peak            | Spacewatch          | —         | MPC                           |
| 457259     | 2008 RV15  | 4 set 2008        | Kitt Peak            | Spacewatch          | Ursula    | MPC                           |
| 457260     | 2008 RY24  | 7 set 2008        | Catalina             | CSS                 | —         | MPC                           |
| 457261     | 2008 RY25  | 7 set 2008        | Mount Lemmon         | Mount Lemmon Survey | —         | MPC                           |
| 457262     | 2008 RO32  | 2 set 2008        | Kitt Peak            | Spacewatch          | —         | MPC                           |
| 457263     | 2008 RX32  | 2 set 2008        | Kitt Peak            | Spacewatch          | Ursula    | MPC                           |
| 457264     | 2008 RT33  | 2 set 2008        | Kitt Peak            | Spacewatch          | —         | MPC                           |
| 457265     | 2008 RU39  | 2 set 2008        | Kitt Peak            | Spacewatch          | Brangane  | MPC                           |
| 457266     | 2008 RL41  | 2 set 2008        | Kitt Peak            | Spacewatch          | —         | MPC                           |
| 457267     | 2008 RP41  | 2 set 2008        | Kitt Peak            | Spacewatch          | —         | MPC                           |
| 457268     | 2008 RS42  | 2 set 2008        | Kitt Peak            | Spacewatch          | —         | MPC                           |
| 457269     | 2008 RC45  | 2 set 2008        | Kitt Peak            | Spacewatch          | —         | MPC                           |
| 457270     | 2008 RA46  | 2 set 2008        | Kitt Peak            | Spacewatch          | —         | MPC                           |
| 457271     | 2008 RG54  | 29 jul 2008       | Mount Lemmon         | Mount Lemmon Survey | Brangane  | MPC                           |
| 457272     | 2008 RZ55  | 29 jul 2008       | Mount Lemmon         | Mount Lemmon Survey | —         | MPC                           |
| 457273     | 2008 RE64  | 4 set 2008        | Kitt Peak            | Spacewatch          | —         | MPC                           |
| 457274     | 2008 RA76  | 6 set 2008        | Mount Lemmon         | Mount Lemmon Survey | —         | MPC                           |
| 457275     | 2008 RK78  | 10 set 2008       | Wrightwood           | J. W. Young         | —         | MPC                           |
| 457276     | 2008 RP80  | 24 ago 2008       | Kitt Peak            | Spacewatch          | —         | MPC                           |
| 457277     | 2008 RZ83  | 29 jul 2008       | Kitt Peak            | Spacewatch          | —         | MPC                           |
| 457278     | 2008 RN86  | 5 set 2008        | Kitt Peak            | Spacewatch          | —         | MPC                           |
| 457279     | 2008 RQ86  | 5 set 2008        | Kitt Peak            | Spacewatch          | —         | MPC                           |
| 457280     | 2008 RR86  | 5 set 2008        | Kitt Peak            | Spacewatch          | Brangane  | MPC                           |
| 457281     | 2008 RS86  | 5 set 2008        | Kitt Peak            | Spacewatch          | —         | MPC                           |
| 457282     | 2008 RZ99  | 2 set 2008        | Kitt Peak            | Spacewatch          | —         | MPC                           |
| 457283     | 2008 RQ103 | 5 set 2008        | Kitt Peak            | Spacewatch          | —         | MPC                           |
| 457284     | 2008 RK105 | 6 set 2008        | Mount Lemmon         | Mount Lemmon Survey | —         | MPC                           |
| 457285     | 2008 RK111 | 4 set 2008        | Kitt Peak            | Spacewatch          | Brangane  | MPC                           |
| 457286     | 2008 RM112 | 5 set 2008        | Kitt Peak            | Spacewatch          | —         | MPC                           |
| 457287     | 2008 RU113 | 6 set 2008        | Kitt Peak            | Spacewatch          | Ursula    | MPC                           |
| 457288     | 2008 RL118 | 9 set 2008        | Mount Lemmon         | Mount Lemmon Survey | —         | MPC                           |
| 457289     | 2008 RU125 | 9 set 2008        | Mount Lemmon         | Mount Lemmon Survey | Brangane  | MPC                           |
| 457290     | 2008 RU128 | 7 set 2008        | Mount Lemmon         | Mount Lemmon Survey | —         | MPC                           |
| 457291     | 2008 RA129 | 5 set 2008        | Socorro              | LINEAR              | —         | MPC                           |
| 457292     | 2008 RY131 | 6 set 2008        | Catalina             | CSS                 | —         | MPC                           |
| 457293     | 2008 RK135 | 3 set 2008        | Kitt Peak            | Spacewatch          | —         | MPC                           |
| 457294     | 2008 RW137 | 5 set 2008        | Kitt Peak            | Spacewatch          | —         | MPC                           |
| 457295     | 2008 RX138 | 6 set 2008        | Catalina             | CSS                 | —         | MPC                           |
| 457296     | 2008 RL140 | 9 set 2008        | Catalina             | CSS                 | Brangane  | MPC                           |
| 457297     | 2008 RT140 | 9 set 2008        | Kitt Peak            | Spacewatch          | —         | MPC                           |
| 457298     | 2008 RN142 | 7 set 2008        | Socorro              | LINEAR              | —         | MPC                           |
| 457299     | 2008 RP142 | 7 set 2008        | Socorro              | LINEAR              | —         | MPC                           |
| 457300     | 2008 RV142 | 2 set 2008        | Kitt Peak            | Spacewatch          | —         | MPC                           |

## 457301–457400
| Designação | Designação | Descoberta  | Descoberta      | Descobridor(es)     | Categoria | Mais informações / Referência |
| Permanente | Provisória | Data        | Local           | Descobridor(es)     | Categoria | Mais informações / Referência |
| ---------- | ---------- | ----------- | --------------- | ------------------- | --------- | ----------------------------- |
| 457301     | 2008 RG143 | 3 set 2008  | Kitt Peak       | Spacewatch          | —         | MPC                           |
| 457302     | 2008 RL143 | 4 set 2008  | Kitt Peak       | Spacewatch          | —         | MPC                           |
| 457303     | 2008 SC8   | 23 set 2008 | Moletai         | Molėtai Obs.        | —         | MPC                           |
| 457304     | 2008 SS23  | 6 set 2008  | Mount Lemmon    | Mount Lemmon Survey | —         | MPC                           |
| 457305     | 2008 SV32  | 20 set 2008 | Kitt Peak       | Spacewatch          | —         | MPC                           |
| 457306     | 2008 SN34  | 6 set 2008  | Mount Lemmon    | Mount Lemmon Survey | —         | MPC                           |
| 457307     | 2008 SV34  | 20 set 2008 | Kitt Peak       | Spacewatch          | —         | MPC                           |
| 457308     | 2008 SK36  | 20 set 2008 | Kitt Peak       | Spacewatch          | —         | MPC                           |
| 457309     | 2008 SN42  | 7 set 2008  | Mount Lemmon    | Mount Lemmon Survey | —         | MPC                           |
| 457310     | 2008 SQ50  | 10 set 2008 | Kitt Peak       | Spacewatch          | Brangane  | MPC                           |
| 457311     | 2008 SO54  | 20 set 2008 | Mount Lemmon    | Mount Lemmon Survey | —         | MPC                           |
| 457312     | 2008 SE61  | 3 set 2008  | Kitt Peak       | Spacewatch          | —         | MPC                           |
| 457313     | 2008 SM65  | 21 set 2008 | Mount Lemmon    | Mount Lemmon Survey | —         | MPC                           |
| 457314     | 2008 ST65  | 21 set 2008 | Mount Lemmon    | Mount Lemmon Survey | —         | MPC                           |
| 457315     | 2008 SY79  | 3 set 2008  | Kitt Peak       | Spacewatch          | —         | MPC                           |
| 457316     | 2008 SL82  | 22 set 2008 | Calvin-Rehoboth | L. A. Molnar        | —         | MPC                           |
| 457317     | 2008 ST89  | 21 set 2008 | Mount Lemmon    | Mount Lemmon Survey | —         | MPC                           |
| 457318     | 2008 SU89  | 21 set 2008 | Kitt Peak       | Spacewatch          | —         | MPC                           |
| 457319     | 2008 SV95  | 21 set 2008 | Kitt Peak       | Spacewatch          | —         | MPC                           |
| 457320     | 2008 ST100 | 21 set 2008 | Kitt Peak       | Spacewatch          | —         | MPC                           |
| 457321     | 2008 SC101 | 21 set 2008 | Kitt Peak       | Spacewatch          | —         | MPC                           |
| 457322     | 2008 SB115 | 22 set 2008 | Kitt Peak       | Spacewatch          | Flora     | MPC                           |
| 457323     | 2008 SW131 | 22 set 2008 | Kitt Peak       | Spacewatch          | Ursula    | MPC                           |
| 457324     | 2008 SO138 | 23 set 2008 | Mount Lemmon    | Mount Lemmon Survey | —         | MPC                           |
| 457325     | 2008 SB142 | 24 set 2008 | Mount Lemmon    | Mount Lemmon Survey | —         | MPC                           |
| 457326     | 2008 SJ146 | 5 set 2008  | Kitt Peak       | Spacewatch          | Brangane  | MPC                           |
| 457327     | 2008 SX161 | 23 ago 2008 | Kitt Peak       | Spacewatch          | —         | MPC                           |
| 457328     | 2008 SD162 | 28 set 2008 | Socorro         | LINEAR              | —         | MPC                           |
| 457329     | 2008 SA166 | 3 set 2008  | Kitt Peak       | Spacewatch          | Brangane  | MPC                           |
| 457330     | 2008 SQ168 | 6 set 2008  | Kitt Peak       | Spacewatch          | —         | MPC                           |
| 457331     | 2008 SC172 | 3 set 2008  | Kitt Peak       | Spacewatch          | —         | MPC                           |
| 457332     | 2008 SE174 | 22 set 2008 | Kitt Peak       | Spacewatch          | —         | MPC                           |
| 457333     | 2008 SW179 | 24 set 2008 | Kitt Peak       | Spacewatch          | —         | MPC                           |
| 457334     | 2008 SP181 | 24 set 2008 | Kitt Peak       | Spacewatch          | —         | MPC                           |
| 457335     | 2008 SA190 | 25 set 2008 | Kitt Peak       | Spacewatch          | —         | MPC                           |
| 457336     | 2008 SY194 | 6 set 2008  | Mount Lemmon    | Mount Lemmon Survey | —         | MPC                           |
| 457337     | 2008 SZ194 | 25 set 2008 | Kitt Peak       | Spacewatch          | —         | MPC                           |
| 457338     | 2008 SG203 | 24 abr 2003 | Kitt Peak       | Spacewatch          | —         | MPC                           |
| 457339     | 2008 SS203 | 26 set 2008 | Kitt Peak       | Spacewatch          | —         | MPC                           |
| 457340     | 2008 SU207 | 27 set 2008 | Catalina        | CSS                 | —         | MPC                           |
| 457341     | 2008 SD215 | 6 set 2008  | Kitt Peak       | Spacewatch          | —         | MPC                           |
| 457342     | 2008 SK215 | 6 set 2008  | Kitt Peak       | Spacewatch          | —         | MPC                           |
| 457343     | 2008 SY218 | 5 set 2008  | Kitt Peak       | Spacewatch          | —         | MPC                           |
| 457344     | 2008 SA220 | 4 set 2008  | Kitt Peak       | Spacewatch          | —         | MPC                           |
| 457345     | 2008 SP222 | 25 set 2008 | Mount Lemmon    | Mount Lemmon Survey | —         | MPC                           |
| 457346     | 2008 SZ222 | 25 set 2008 | Mount Lemmon    | Mount Lemmon Survey | —         | MPC                           |
| 457347     | 2008 SA223 | 25 set 2008 | Mount Lemmon    | Mount Lemmon Survey | —         | MPC                           |
| 457348     | 2008 SY225 | 26 set 2008 | Kitt Peak       | Spacewatch          | —         | MPC                           |
| 457349     | 2008 SD234 | 28 set 2008 | Mount Lemmon    | Mount Lemmon Survey | —         | MPC                           |
| 457350     | 2008 SF237 | 20 set 2008 | Mount Lemmon    | Mount Lemmon Survey | —         | MPC                           |
| 457351     | 2008 SC250 | 23 set 2008 | Mount Lemmon    | Mount Lemmon Survey | Brangane  | MPC                           |
| 457352     | 2008 SG257 | 22 set 2008 | Mount Lemmon    | Mount Lemmon Survey | —         | MPC                           |
| 457353     | 2008 SA258 | 22 set 2008 | Mount Lemmon    | Mount Lemmon Survey | —         | MPC                           |
| 457354     | 2008 SQ259 | 23 set 2008 | Mount Lemmon    | Mount Lemmon Survey | —         | MPC                           |
| 457355     | 2008 SC262 | 24 set 2008 | Kitt Peak       | Spacewatch          | —         | MPC                           |
| 457356     | 2008 SV263 | 24 set 2008 | Kitt Peak       | Spacewatch          | —         | MPC                           |
| 457357     | 2008 SA265 | 26 set 2008 | Kitt Peak       | Spacewatch          | —         | MPC                           |
| 457358     | 2008 SC267 | 22 set 2008 | Catalina        | CSS                 | —         | MPC                           |
| 457359     | 2008 SM267 | 23 set 2008 | Kitt Peak       | Spacewatch          | —         | MPC                           |
| 457360     | 2008 SN269 | 22 set 2008 | Mount Lemmon    | Mount Lemmon Survey | —         | MPC                           |
| 457361     | 2008 SX269 | 23 set 2008 | Kitt Peak       | Spacewatch          | —         | MPC                           |
| 457362     | 2008 SJ271 | 29 set 2008 | Kitt Peak       | Spacewatch          | —         | MPC                           |
| 457363     | 2008 SY288 | 24 set 2008 | Kitt Peak       | Spacewatch          | —         | MPC                           |
| 457364     | 2008 SZ288 | 25 set 2008 | Kitt Peak       | Spacewatch          | —         | MPC                           |
| 457365     | 2008 SU289 | 27 set 2008 | Mount Lemmon    | Mount Lemmon Survey | —         | MPC                           |
| 457366     | 2008 SV290 | 23 set 2008 | Kitt Peak       | Spacewatch          | —         | MPC                           |
| 457367     | 2008 SY291 | 24 set 2008 | Catalina        | CSS                 | —         | MPC                           |
| 457368     | 2008 SC301 | 23 set 2008 | Catalina        | CSS                 | —         | MPC                           |
| 457369     | 2008 SU303 | 24 set 2008 | Catalina        | CSS                 | —         | MPC                           |
| 457370     | 2008 SA307 | 29 set 2008 | Socorro         | LINEAR              | —         | MPC                           |
| 457371     | 2008 TR11  | 29 set 2008 | Catalina        | CSS                 | —         | MPC                           |
| 457372     | 2008 TU16  | 1 out 2008  | Catalina        | CSS                 | —         | MPC                           |
| 457373     | 2008 TZ20  | 1 out 2008  | Mount Lemmon    | Mount Lemmon Survey | —         | MPC                           |
| 457374     | 2008 TE24  | 2 out 2008  | Kitt Peak       | Spacewatch          | —         | MPC                           |
| 457375     | 2008 TJ24  | 8 set 2008  | Mount Lemmon    | Mount Lemmon Survey | Ursula    | MPC                           |
| 457376     | 2008 TO29  | 19 set 2008 | Kitt Peak       | Spacewatch          | —         | MPC                           |
| 457377     | 2008 TR29  | 1 out 2008  | Mount Lemmon    | Mount Lemmon Survey | Ursula    | MPC                           |
| 457378     | 2008 TD32  | 1 out 2008  | Kitt Peak       | Spacewatch          | —         | MPC                           |
| 457379     | 2008 TK34  | 1 out 2008  | Kitt Peak       | Spacewatch          | —         | MPC                           |
| 457380     | 2008 TJ39  | 1 out 2008  | Kitt Peak       | Spacewatch          | —         | MPC                           |
| 457381     | 2008 TG40  | 1 out 2008  | Mount Lemmon    | Mount Lemmon Survey | —         | MPC                           |
| 457382     | 2008 TW43  | 1 out 2008  | Mount Lemmon    | Mount Lemmon Survey | —         | MPC                           |
| 457383     | 2008 TC44  | 22 set 2008 | Mount Lemmon    | Mount Lemmon Survey | —         | MPC                           |
| 457384     | 2008 TK44  | 1 out 2008  | Mount Lemmon    | Mount Lemmon Survey | —         | MPC                           |
| 457385     | 2008 TX49  | 24 set 2008 | Kitt Peak       | Spacewatch          | —         | MPC                           |
| 457386     | 2008 TT52  | 2 out 2008  | Kitt Peak       | Spacewatch          | —         | MPC                           |
| 457387     | 2008 TV53  | 24 set 2008 | Kitt Peak       | Spacewatch          | —         | MPC                           |
| 457388     | 2008 TZ56  | 24 set 2008 | Kitt Peak       | Spacewatch          | —         | MPC                           |
| 457389     | 2008 TV58  | 2 out 2008  | Kitt Peak       | Spacewatch          | —         | MPC                           |
| 457390     | 2008 TR60  | 2 out 2008  | Kitt Peak       | Spacewatch          | —         | MPC                           |
| 457391     | 2008 TW63  | 2 out 2008  | Kitt Peak       | Spacewatch          | —         | MPC                           |
| 457392     | 2008 TX63  | 2 out 2008  | Kitt Peak       | Spacewatch          | —         | MPC                           |
| 457393     | 2008 TB68  | 2 out 2008  | Kitt Peak       | Spacewatch          | —         | MPC                           |
| 457394     | 2008 TS70  | 2 out 2008  | Kitt Peak       | Spacewatch          | —         | MPC                           |
| 457395     | 2008 TA73  | 2 out 2008  | Kitt Peak       | Spacewatch          | —         | MPC                           |
| 457396     | 2008 TA75  | 22 set 2008 | Mount Lemmon    | Mount Lemmon Survey | —         | MPC                           |
| 457397     | 2008 TU76  | 2 out 2008  | Mount Lemmon    | Mount Lemmon Survey | —         | MPC                           |
| 457398     | 2008 TJ90  | 3 out 2008  | Kitt Peak       | Spacewatch          | —         | MPC                           |
| 457399     | 2008 TA97  | 4 set 2008  | Kitt Peak       | Spacewatch          | —         | MPC                           |
| 457400     | 2008 TG100 | 6 set 2008  | Mount Lemmon    | Mount Lemmon Survey | —         | MPC                           |

## 457401–457500
| Designação | Designação | Descoberta  | Descoberta        | Descobridor(es)     | Categoria | Mais informações / Referência |
| Permanente | Provisória | Data        | Local             | Descobridor(es)     | Categoria | Mais informações / Referência |
| ---------- | ---------- | ----------- | ----------------- | ------------------- | --------- | ----------------------------- |
| 457401     | 2008 TS104 | 6 out 2008  | Kitt Peak         | Spacewatch          | —         | MPC                           |
| 457402     | 2008 TQ108 | 6 out 2008  | Mount Lemmon      | Mount Lemmon Survey | —         | MPC                           |
| 457403     | 2008 TU115 | 23 set 2008 | Catalina          | CSS                 | —         | MPC                           |
| 457404     | 2008 TK122 | 23 set 2008 | Kitt Peak         | Spacewatch          | —         | MPC                           |
| 457405     | 2008 TP122 | 7 out 2008  | Kitt Peak         | Spacewatch          | —         | MPC                           |
| 457406     | 2008 TD124 | 8 out 2008  | Mount Lemmon      | Mount Lemmon Survey | —         | MPC                           |
| 457407     | 2008 TB126 | 23 set 2008 | Kitt Peak         | Spacewatch          | —         | MPC                           |
| 457408     | 2008 TR130 | 8 out 2008  | Mount Lemmon      | Mount Lemmon Survey | —         | MPC                           |
| 457409     | 2008 TH136 | 7 set 2008  | Mount Lemmon      | Mount Lemmon Survey | —         | MPC                           |
| 457410     | 2008 TK148 | 23 set 2008 | Mount Lemmon      | Mount Lemmon Survey | —         | MPC                           |
| 457411     | 2008 TN148 | 9 out 2008  | Mount Lemmon      | Mount Lemmon Survey | —         | MPC                           |
| 457412     | 2008 TA155 | 9 out 2008  | Mount Lemmon      | Mount Lemmon Survey | —         | MPC                           |
| 457413     | 2008 TG160 | 1 out 2008  | Kitt Peak         | Spacewatch          | —         | MPC                           |
| 457414     | 2008 TE163 | 1 out 2008  | Catalina          | CSS                 | —         | MPC                           |
| 457415     | 2008 TQ163 | 1 out 2008  | Kitt Peak         | Spacewatch          | Ursula    | MPC                           |
| 457416     | 2008 TM170 | 9 out 2008  | Kitt Peak         | Spacewatch          | —         | MPC                           |
| 457417     | 2008 TU177 | 29 set 2008 | Socorro           | LINEAR              | —         | MPC                           |
| 457418     | 2008 TV180 | 6 out 2008  | Catalina          | CSS                 | —         | MPC                           |
| 457419     | 2008 TU184 | 6 out 2008  | Kitt Peak         | Spacewatch          | Brangane  | MPC                           |
| 457420     | 2008 TP185 | 6 out 2008  | Mount Lemmon      | Mount Lemmon Survey | —         | MPC                           |
| 457421     | 2008 UH8   | 5 set 2008  | Kitt Peak         | Spacewatch          | —         | MPC                           |
| 457422     | 2008 UX13  | 23 set 2008 | Kitt Peak         | Spacewatch          | —         | MPC                           |
| 457423     | 2008 UR17  | 2 out 2008  | Kitt Peak         | Spacewatch          | —         | MPC                           |
| 457424     | 2008 UB23  | 20 set 2008 | Kitt Peak         | Spacewatch          | —         | MPC                           |
| 457425     | 2008 UA28  | 20 out 2008 | Kitt Peak         | Spacewatch          | —         | MPC                           |
| 457426     | 2008 UU32  | 6 out 2008  | Mount Lemmon      | Mount Lemmon Survey | Brangane  | MPC                           |
| 457427     | 2008 UC34  | 20 out 2008 | Kitt Peak         | Spacewatch          | —         | MPC                           |
| 457428     | 2008 US37  | 20 out 2008 | Kitt Peak         | Spacewatch          | —         | MPC                           |
| 457429     | 2008 UA40  | 25 set 2008 | Mount Lemmon      | Mount Lemmon Survey | —         | MPC                           |
| 457430     | 2008 UE49  | 24 set 2008 | Mount Lemmon      | Mount Lemmon Survey | —         | MPC                           |
| 457431     | 2008 UL53  | 20 out 2008 | Kitt Peak         | Spacewatch          | —         | MPC                           |
| 457432     | 2008 UH69  | 21 out 2008 | Mount Lemmon      | Mount Lemmon Survey | —         | MPC                           |
| 457433     | 2008 UT76  | 21 out 2008 | Kitt Peak         | Spacewatch          | Brangane  | MPC                           |
| 457434     | 2008 UN78  | 21 out 2008 | Lulin Observatory | LUSS                | —         | MPC                           |
| 457435     | 2008 US79  | 8 out 2008  | Mount Lemmon      | Mount Lemmon Survey | —         | MPC                           |
| 457436     | 2008 UC80  | 22 out 2008 | Kitt Peak         | Spacewatch          | —         | MPC                           |
| 457437     | 2008 UK102 | 20 out 2008 | Kitt Peak         | Spacewatch          | —         | MPC                           |
| 457438     | 2008 UP105 | 20 out 2008 | Kitt Peak         | Spacewatch          | —         | MPC                           |
| 457439     | 2008 UB110 | 22 out 2008 | Kitt Peak         | Spacewatch          | —         | MPC                           |
| 457440     | 2008 UX116 | 29 set 2008 | Mount Lemmon      | Mount Lemmon Survey | —         | MPC                           |
| 457441     | 2008 UV117 | 22 out 2008 | Kitt Peak         | Spacewatch          | —         | MPC                           |
| 457442     | 2008 UU121 | 22 out 2008 | Kitt Peak         | Spacewatch          | —         | MPC                           |
| 457443     | 2008 UM122 | 22 out 2008 | Kitt Peak         | Spacewatch          | —         | MPC                           |
| 457444     | 2008 UW125 | 22 out 2008 | Kitt Peak         | Spacewatch          | —         | MPC                           |
| 457445     | 2008 UU126 | 22 out 2008 | Mount Lemmon      | Mount Lemmon Survey | —         | MPC                           |
| 457446     | 2008 UL129 | 23 out 2008 | Kitt Peak         | Spacewatch          | —         | MPC                           |
| 457447     | 2008 UV129 | 23 out 2008 | Kitt Peak         | Spacewatch          | —         | MPC                           |
| 457448     | 2008 UE131 | 9 out 2008  | Kitt Peak         | Spacewatch          | —         | MPC                           |
| 457449     | 2008 UE143 | 23 out 2008 | Kitt Peak         | Spacewatch          | —         | MPC                           |
| 457450     | 2008 UU150 | 2 out 2008  | Kitt Peak         | Spacewatch          | —         | MPC                           |
| 457451     | 2008 UC152 | 23 set 2008 | Kitt Peak         | Spacewatch          | —         | MPC                           |
| 457452     | 2008 UL154 | 22 set 2008 | Kitt Peak         | Spacewatch          | —         | MPC                           |
| 457453     | 2008 UT156 | 23 out 2008 | Mount Lemmon      | Mount Lemmon Survey | —         | MPC                           |
| 457454     | 2008 UP159 | 24 ago 2007 | Kitt Peak         | Spacewatch          | —         | MPC                           |
| 457455     | 2008 UK164 | 8 out 2008  | Mount Lemmon      | Mount Lemmon Survey | —         | MPC                           |
| 457456     | 2008 UU167 | 24 out 2008 | Kitt Peak         | Spacewatch          | —         | MPC                           |
| 457457     | 2008 UE168 | 24 out 2008 | Kitt Peak         | Spacewatch          | Brangane  | MPC                           |
| 457458     | 2008 UF168 | 24 out 2008 | Kitt Peak         | Spacewatch          | —         | MPC                           |
| 457459     | 2008 UU174 | 24 out 2008 | Catalina          | CSS                 | —         | MPC                           |
| 457460     | 2008 UZ177 | 24 out 2008 | Mount Lemmon      | Mount Lemmon Survey | —         | MPC                           |
| 457461     | 2008 UD181 | 24 out 2008 | Mount Lemmon      | Mount Lemmon Survey | —         | MPC                           |
| 457462     | 2008 UZ182 | 24 out 2008 | Mount Lemmon      | Mount Lemmon Survey | —         | MPC                           |
| 457463     | 2008 UO187 | 24 out 2008 | Kitt Peak         | Spacewatch          | —         | MPC                           |
| 457464     | 2008 UA207 | 23 out 2008 | Kitt Peak         | Spacewatch          | —         | MPC                           |
| 457465     | 2008 UO210 | 23 set 2008 | Mount Lemmon      | Mount Lemmon Survey | —         | MPC                           |
| 457466     | 2008 UZ213 | 29 set 2008 | Mount Lemmon      | Mount Lemmon Survey | —         | MPC                           |
| 457467     | 2008 UO216 | 24 out 2008 | Kitt Peak         | Spacewatch          | —         | MPC                           |
| 457468     | 2008 UY218 | 23 set 2008 | Mount Lemmon      | Mount Lemmon Survey | —         | MPC                           |
| 457469     | 2008 UF221 | 25 out 2008 | Kitt Peak         | Spacewatch          | —         | MPC                           |
| 457470     | 2008 UQ221 | 25 out 2008 | Kitt Peak         | Spacewatch          | —         | MPC                           |
| 457471     | 2008 UX221 | 25 out 2008 | Kitt Peak         | Spacewatch          | —         | MPC                           |
| 457472     | 2008 UY229 | 25 out 2008 | Kitt Peak         | Spacewatch          | —         | MPC                           |
| 457473     | 2008 UO232 | 26 out 2008 | Kitt Peak         | Spacewatch          | —         | MPC                           |
| 457474     | 2008 UC234 | 24 set 2008 | Mount Lemmon      | Mount Lemmon Survey | —         | MPC                           |
| 457475     | 2008 UB239 | 26 out 2008 | Catalina          | CSS                 | —         | MPC                           |
| 457476     | 2008 UX240 | 26 out 2008 | Kitt Peak         | Spacewatch          | —         | MPC                           |
| 457477     | 2008 UP247 | 26 out 2008 | Kitt Peak         | Spacewatch          | —         | MPC                           |
| 457478     | 2008 UR252 | 27 out 2008 | Kitt Peak         | Spacewatch          | —         | MPC                           |
| 457479     | 2008 UL269 | 26 set 2008 | Kitt Peak         | Spacewatch          | —         | MPC                           |
| 457480     | 2008 UL286 | 23 set 2008 | Kitt Peak         | Spacewatch          | —         | MPC                           |
| 457481     | 2008 UT289 | 28 out 2008 | Kitt Peak         | Spacewatch          | —         | MPC                           |
| 457482     | 2008 UN292 | 23 set 2008 | Mount Lemmon      | Mount Lemmon Survey | —         | MPC                           |
| 457483     | 2008 US294 | 6 set 2008  | Mount Lemmon      | Mount Lemmon Survey | —         | MPC                           |
| 457484     | 2008 UF303 | 29 out 2008 | Kitt Peak         | Spacewatch          | —         | MPC                           |
| 457485     | 2008 UD315 | 3 out 2008  | Mount Lemmon      | Mount Lemmon Survey | —         | MPC                           |
| 457486     | 2008 UM315 | 29 set 2008 | Mount Lemmon      | Mount Lemmon Survey | —         | MPC                           |
| 457487     | 2008 UY315 | 30 out 2008 | Kitt Peak         | Spacewatch          | —         | MPC                           |
| 457488     | 2008 UK324 | 31 out 2008 | Mount Lemmon      | Mount Lemmon Survey | —         | MPC                           |
| 457489     | 2008 UD330 | 23 set 2008 | Mount Lemmon      | Mount Lemmon Survey | —         | MPC                           |
| 457490     | 2008 UA336 | 20 out 2008 | Kitt Peak         | Spacewatch          | —         | MPC                           |
| 457491     | 2008 UP350 | 23 out 2008 | Kitt Peak         | Spacewatch          | Brangane  | MPC                           |
| 457492     | 2008 UX359 | 28 out 2008 | Kitt Peak         | Spacewatch          | —         | MPC                           |
| 457493     | 2008 UO360 | 28 out 2008 | Kitt Peak         | Spacewatch          | —         | MPC                           |
| 457494     | 2008 UM362 | 25 out 2008 | Catalina          | CSS                 | —         | MPC                           |
| 457495     | 2008 UD367 | 24 out 2008 | Socorro           | LINEAR              | —         | MPC                           |
| 457496     | 2008 UQ367 | 25 out 2008 | Catalina          | CSS                 | —         | MPC                           |
| 457497     | 2008 UN369 | 28 out 2008 | Kitt Peak         | Spacewatch          | —         | MPC                           |
| 457498     | 2008 VP2   | 24 set 2008 | Mount Lemmon      | Mount Lemmon Survey | —         | MPC                           |
| 457499     | 2008 VD4   | 4 nov 2008  | Bisei SG Center   | BATTeRS             | —         | MPC                           |
| 457500     | 2008 VH11  | 2 nov 2008  | Mount Lemmon      | Mount Lemmon Survey | —         | MPC                           |

## 457501–457600
| Designação | Designação | Descoberta  | Descoberta   | Descobridor(es)     | Categoria | Mais informações / Referência |
| Permanente | Provisória | Data        | Local        | Descobridor(es)     | Categoria | Mais informações / Referência |
| ---------- | ---------- | ----------- | ------------ | ------------------- | --------- | ----------------------------- |
| 457501     | 2008 VV15  | 1 nov 2008  | Kitt Peak    | Spacewatch          | —         | MPC                           |
| 457502     | 2008 VV22  | 1 nov 2008  | Mount Lemmon | Mount Lemmon Survey | —         | MPC                           |
| 457503     | 2008 VQ24  | 1 nov 2008  | Kitt Peak    | Spacewatch          | —         | MPC                           |
| 457504     | 2008 VN29  | 2 nov 2008  | Mount Lemmon | Mount Lemmon Survey | —         | MPC                           |
| 457505     | 2008 VY29  | 2 nov 2008  | Mount Lemmon | Mount Lemmon Survey | —         | MPC                           |
| 457506     | 2008 VM36  | 2 nov 2008  | Mount Lemmon | Mount Lemmon Survey | —         | MPC                           |
| 457507     | 2008 VS51  | 6 nov 2008  | Kitt Peak    | Spacewatch          | —         | MPC                           |
| 457508     | 2008 VC55  | 10 out 2008 | Mount Lemmon | Mount Lemmon Survey | Ursula    | MPC                           |
| 457509     | 2008 VV58  | 27 jan 2006 | Mount Lemmon | Mount Lemmon Survey | —         | MPC                           |
| 457510     | 2008 VS61  | 8 nov 2008  | Kitt Peak    | Spacewatch          | —         | MPC                           |
| 457511     | 2008 VT61  | 23 out 2008 | Kitt Peak    | Spacewatch          | Brangane  | MPC                           |
| 457512     | 2008 VQ63  | 8 nov 2008  | Mount Lemmon | Mount Lemmon Survey | —         | MPC                           |
| 457513     | 2008 VZ65  | 1 nov 2008  | Mount Lemmon | Mount Lemmon Survey | —         | MPC                           |
| 457514     | 2008 VX66  | 6 nov 2008  | Mount Lemmon | Mount Lemmon Survey | —         | MPC                           |
| 457515     | 2008 VP67  | 27 out 2008 | Kitt Peak    | Spacewatch          | —         | MPC                           |
| 457516     | 2008 VX70  | 7 jan 2006  | Mount Lemmon | Mount Lemmon Survey | —         | MPC                           |
| 457517     | 2008 WK3   | 9 out 2008  | Kitt Peak    | Spacewatch          | —         | MPC                           |
| 457518     | 2008 WE4   | 17 nov 2008 | Kitt Peak    | Spacewatch          | —         | MPC                           |
| 457519     | 2008 WE7   | 24 set 2008 | Mount Lemmon | Mount Lemmon Survey | —         | MPC                           |
| 457520     | 2008 WZ8   | 17 nov 2008 | Kitt Peak    | Spacewatch          | —         | MPC                           |
| 457521     | 2008 WL22  | 18 nov 2008 | Kitt Peak    | Spacewatch          | —         | MPC                           |
| 457522     | 2008 WP22  | 31 out 2008 | Mount Lemmon | Mount Lemmon Survey | —         | MPC                           |
| 457523     | 2008 WK34  | 20 out 2008 | Kitt Peak    | Spacewatch          | —         | MPC                           |
| 457524     | 2008 WO43  | 17 nov 2008 | Kitt Peak    | Spacewatch          | —         | MPC                           |
| 457525     | 2008 WW43  | 28 out 2008 | Kitt Peak    | Spacewatch          | —         | MPC                           |
| 457526     | 2008 WX46  | 17 nov 2008 | Kitt Peak    | Spacewatch          | —         | MPC                           |
| 457527     | 2008 WF49  | 7 set 2008  | Mount Lemmon | Mount Lemmon Survey | —         | MPC                           |
| 457528     | 2008 WP54  | 19 nov 2008 | Kitt Peak    | Spacewatch          | —         | MPC                           |
| 457529     | 2008 WE55  | 20 nov 2008 | Kitt Peak    | Spacewatch          | —         | MPC                           |
| 457530     | 2008 WP66  | 28 out 2008 | Kitt Peak    | Spacewatch          | —         | MPC                           |
| 457531     | 2008 WU69  | 18 nov 2008 | Kitt Peak    | Spacewatch          | —         | MPC                           |
| 457532     | 2008 WT77  | 20 nov 2008 | Kitt Peak    | Spacewatch          | —         | MPC                           |
| 457533     | 2008 WV81  | 20 nov 2008 | Kitt Peak    | Spacewatch          | —         | MPC                           |
| 457534     | 2008 WS91  | 8 nov 2008  | Kitt Peak    | Spacewatch          | —         | MPC                           |
| 457535     | 2008 WV99  | 23 out 2008 | Kitt Peak    | Spacewatch          | —         | MPC                           |
| 457536     | 2008 WG107 | 29 nov 2005 | Kitt Peak    | Spacewatch          | —         | MPC                           |
| 457537     | 2008 WO126 | 24 nov 2008 | Mount Lemmon | Mount Lemmon Survey | —         | MPC                           |
| 457538     | 2008 WY126 | 30 nov 2008 | Mount Lemmon | Mount Lemmon Survey | —         | MPC                           |
| 457539     | 2008 WG134 | 20 nov 2008 | Mount Lemmon | Mount Lemmon Survey | —         | MPC                           |
| 457540     | 2008 WA141 | 20 nov 2008 | Kitt Peak    | Spacewatch          | —         | MPC                           |
| 457541     | 2008 XV    | 29 set 2005 | Catalina     | CSS                 | —         | MPC                           |
| 457542     | 2008 XA15  | 19 nov 2008 | Kitt Peak    | Spacewatch          | —         | MPC                           |
| 457543     | 2008 XL34  | 23 out 2008 | Kitt Peak    | Spacewatch          | —         | MPC                           |
| 457544     | 2008 XD43  | 2 abr 2006  | Kitt Peak    | Spacewatch          | —         | MPC                           |
| 457545     | 2008 XX52  | 4 dez 2008  | Socorro      | LINEAR              | —         | MPC                           |
| 457546     | 2008 YM    | 9 nov 2008  | Mount Lemmon | Mount Lemmon Survey | —         | MPC                           |
| 457547     | 2008 YX18  | 7 out 2004  | Kitt Peak    | Spacewatch          | —         | MPC                           |
| 457548     | 2008 YL20  | 21 dez 2008 | Mount Lemmon | Mount Lemmon Survey | —         | MPC                           |
| 457549     | 2008 YT43  | 4 dez 2008  | Kitt Peak    | Spacewatch          | —         | MPC                           |
| 457550     | 2008 YN53  | 29 dez 2008 | Mount Lemmon | Mount Lemmon Survey | —         | MPC                           |
| 457551     | 2008 YW62  | 30 dez 2008 | Mount Lemmon | Mount Lemmon Survey | —         | MPC                           |
| 457552     | 2008 YX62  | 30 dez 2008 | Mount Lemmon | Mount Lemmon Survey | —         | MPC                           |
| 457553     | 2008 YL64  | 30 dez 2008 | Mount Lemmon | Mount Lemmon Survey | —         | MPC                           |
| 457554     | 2008 YL74  | 30 dez 2008 | Kitt Peak    | Spacewatch          | —         | MPC                           |
| 457555     | 2008 YP80  | 22 dez 2008 | Kitt Peak    | Spacewatch          | —         | MPC                           |
| 457556     | 2008 YC89  | 29 dez 2008 | Kitt Peak    | Spacewatch          | —         | MPC                           |
| 457557     | 2008 YG90  | 4 dez 2008  | Mount Lemmon | Mount Lemmon Survey | —         | MPC                           |
| 457558     | 2008 YV90  | 4 dez 2008  | Mount Lemmon | Mount Lemmon Survey | —         | MPC                           |
| 457559     | 2008 YX96  | 21 dez 2008 | Mount Lemmon | Mount Lemmon Survey | —         | MPC                           |
| 457560     | 2008 YQ100 | 1 nov 2008  | Kitt Peak    | Spacewatch          | —         | MPC                           |
| 457561     | 2008 YV100 | 29 dez 2008 | Kitt Peak    | Spacewatch          | —         | MPC                           |
| 457562     | 2008 YL103 | 29 dez 2008 | Kitt Peak    | Spacewatch          | —         | MPC                           |
| 457563     | 2008 YM105 | 29 dez 2008 | Kitt Peak    | Spacewatch          | —         | MPC                           |
| 457564     | 2008 YU107 | 29 dez 2008 | Kitt Peak    | Spacewatch          | —         | MPC                           |
| 457565     | 2008 YV112 | 22 dez 2008 | Kitt Peak    | Spacewatch          | —         | MPC                           |
| 457566     | 2008 YB120 | 30 dez 2008 | Kitt Peak    | Spacewatch          | Flora     | MPC                           |
| 457567     | 2008 YX122 | 30 dez 2008 | Kitt Peak    | Spacewatch          | —         | MPC                           |
| 457568     | 2008 YX123 | 20 nov 2008 | Mount Lemmon | Mount Lemmon Survey | —         | MPC                           |
| 457569     | 2008 YZ124 | 24 nov 2008 | Mount Lemmon | Mount Lemmon Survey | —         | MPC                           |
| 457570     | 2008 YB127 | 30 dez 2008 | Kitt Peak    | Spacewatch          | —         | MPC                           |
| 457571     | 2008 YL134 | 7 nov 2008  | Mount Lemmon | Mount Lemmon Survey | —         | MPC                           |
| 457572     | 2008 YZ138 | 30 dez 2008 | Mount Lemmon | Mount Lemmon Survey | —         | MPC                           |
| 457573     | 2008 YN139 | 4 dez 2008  | Mount Lemmon | Mount Lemmon Survey | —         | MPC                           |
| 457574     | 2008 YV140 | 30 dez 2008 | Mount Lemmon | Mount Lemmon Survey | —         | MPC                           |
| 457575     | 2008 YG143 | 21 nov 2008 | Mount Lemmon | Mount Lemmon Survey | —         | MPC                           |
| 457576     | 2008 YV145 | 22 dez 2008 | Mount Lemmon | Mount Lemmon Survey | —         | MPC                           |
| 457577     | 2008 YT150 | 22 dez 2008 | Kitt Peak    | Spacewatch          | —         | MPC                           |
| 457578     | 2008 YB155 | 22 dez 2008 | Mount Lemmon | Mount Lemmon Survey | —         | MPC                           |
| 457579     | 2008 YQ155 | 22 dez 2008 | Kitt Peak    | Spacewatch          | —         | MPC                           |
| 457580     | 2008 YV162 | 22 dez 2008 | Mount Lemmon | Mount Lemmon Survey | —         | MPC                           |
| 457581     | 2008 YO165 | 29 dez 2008 | Mount Lemmon | Mount Lemmon Survey | —         | MPC                           |
| 457582     | 2008 YA173 | 30 dez 2008 | Mount Lemmon | Mount Lemmon Survey | —         | MPC                           |
| 457583     | 2009 AW10  | 22 dez 2008 | Kitt Peak    | Spacewatch          | —         | MPC                           |
| 457584     | 2009 AY14  | 2 jan 2009  | Mount Lemmon | Mount Lemmon Survey | —         | MPC                           |
| 457585     | 2009 AF20  | 21 dez 2008 | Kitt Peak    | Spacewatch          | —         | MPC                           |
| 457586     | 2009 AY20  | 21 dez 2008 | Kitt Peak    | Spacewatch          | —         | MPC                           |
| 457587     | 2009 AV27  | 24 nov 2008 | Mount Lemmon | Mount Lemmon Survey | —         | MPC                           |
| 457588     | 2009 AM28  | 8 jan 2009  | Kitt Peak    | Spacewatch          | —         | MPC                           |
| 457589     | 2009 AF31  | 24 nov 2008 | Mount Lemmon | Mount Lemmon Survey | —         | MPC                           |
| 457590     | 2009 AN33  | 15 jan 2009 | Kitt Peak    | Spacewatch          | —         | MPC                           |
| 457591     | 2009 AX40  | 15 jan 2009 | Kitt Peak    | Spacewatch          | —         | MPC                           |
| 457592     | 2009 AD44  | 3 jan 2009  | Kitt Peak    | Spacewatch          | —         | MPC                           |
| 457593     | 2009 AH45  | 15 jan 2009 | Kitt Peak    | Spacewatch          | —         | MPC                           |
| 457594     | 2009 AU47  | 1 jan 2009  | Kitt Peak    | Spacewatch          | —         | MPC                           |
| 457595     | 2009 BO10  | 22 jan 2009 | Mayhill      | A. Lowe             | —         | MPC                           |
| 457596     | 2009 BU16  | 30 dez 2008 | Mount Lemmon | Mount Lemmon Survey | —         | MPC                           |
| 457597     | 2009 BA23  | 30 dez 2008 | Mount Lemmon | Mount Lemmon Survey | —         | MPC                           |
| 457598     | 2009 BP31  | 16 jan 2009 | Kitt Peak    | Spacewatch          | —         | MPC                           |
| 457599     | 2009 BU31  | 16 jan 2009 | Kitt Peak    | Spacewatch          | —         | MPC                           |
| 457600     | 2009 BS35  | 16 jan 2009 | Kitt Peak    | Spacewatch          | —         | MPC                           |

## 457601–457700
| Designação | Designação | Descoberta  | Descoberta   | Descobridor(es)     | Categoria | Mais informações / Referência |
| Permanente | Provisória | Data        | Local        | Descobridor(es)     | Categoria | Mais informações / Referência |
| ---------- | ---------- | ----------- | ------------ | ------------------- | --------- | ----------------------------- |
| 457601     | 2009 BZ36  | 1 jan 2009  | Mount Lemmon | Mount Lemmon Survey | —         | MPC                           |
| 457602     | 2009 BA40  | 16 jan 2009 | Kitt Peak    | Spacewatch          | —         | MPC                           |
| 457603     | 2009 BH40  | 10 out 2004 | Kitt Peak    | Spacewatch          | —         | MPC                           |
| 457604     | 2009 BB41  | 16 jan 2009 | Kitt Peak    | Spacewatch          | —         | MPC                           |
| 457605     | 2009 BB42  | 16 jan 2009 | Kitt Peak    | Spacewatch          | —         | MPC                           |
| 457606     | 2009 BG43  | 16 jan 2009 | Kitt Peak    | Spacewatch          | —         | MPC                           |
| 457607     | 2009 BX54  | 16 jan 2009 | Mount Lemmon | Mount Lemmon Survey | —         | MPC                           |
| 457608     | 2009 BY54  | 16 jan 2009 | Mount Lemmon | Mount Lemmon Survey | —         | MPC                           |
| 457609     | 2009 BC66  | 20 jan 2009 | Kitt Peak    | Spacewatch          | —         | MPC                           |
| 457610     | 2009 BX67  | 20 jan 2009 | Kitt Peak    | Spacewatch          | —         | MPC                           |
| 457611     | 2009 BF68  | 7 dez 2004  | Socorro      | LINEAR              | —         | MPC                           |
| 457612     | 2009 BQ68  | 22 dez 2008 | Mount Lemmon | Mount Lemmon Survey | —         | MPC                           |
| 457613     | 2009 BF69  | 3 dez 2008  | Mount Lemmon | Mount Lemmon Survey | —         | MPC                           |
| 457614     | 2009 BA81  | 15 set 2007 | Kitt Peak    | Spacewatch          | —         | MPC                           |
| 457615     | 2009 BD85  | 25 jan 2009 | Kitt Peak    | Spacewatch          | —         | MPC                           |
| 457616     | 2009 BH86  | 25 jan 2009 | Kitt Peak    | Spacewatch          | —         | MPC                           |
| 457617     | 2009 BK86  | 25 jan 2009 | Kitt Peak    | Spacewatch          | —         | MPC                           |
| 457618     | 2009 BJ89  | 30 dez 2008 | Mount Lemmon | Mount Lemmon Survey | —         | MPC                           |
| 457619     | 2009 BW89  | 3 dez 2008  | Mount Lemmon | Mount Lemmon Survey | —         | MPC                           |
| 457620     | 2009 BJ93  | 25 jan 2009 | Kitt Peak    | Spacewatch          | —         | MPC                           |
| 457621     | 2009 BZ93  | 25 jan 2009 | Kitt Peak    | Spacewatch          | —         | MPC                           |
| 457622     | 2009 BK94  | 22 dez 2008 | Mount Lemmon | Mount Lemmon Survey | Mitidika  | MPC                           |
| 457623     | 2009 BA96  | 28 jan 2009 | Catalina     | CSS                 | —         | MPC                           |
| 457624     | 2009 BX100 | 29 jan 2009 | Kitt Peak    | Spacewatch          | Flora     | MPC                           |
| 457625     | 2009 BK104 | 25 jan 2009 | Kitt Peak    | Spacewatch          | —         | MPC                           |
| 457626     | 2009 BZ109 | 30 jan 2009 | Mount Lemmon | Mount Lemmon Survey | —         | MPC                           |
| 457627     | 2009 BS118 | 30 dez 2008 | Kitt Peak    | Spacewatch          | —         | MPC                           |
| 457628     | 2009 BB123 | 31 jan 2009 | Kitt Peak    | Spacewatch          | —         | MPC                           |
| 457629     | 2009 BY126 | 29 jan 2009 | Kitt Peak    | Spacewatch          | —         | MPC                           |
| 457630     | 2009 BV129 | 30 jan 2009 | Mount Lemmon | Mount Lemmon Survey | —         | MPC                           |
| 457631     | 2009 BY129 | 16 jan 2009 | Kitt Peak    | Spacewatch          | —         | MPC                           |
| 457632     | 2009 BY135 | 29 jan 2009 | Kitt Peak    | Spacewatch          | —         | MPC                           |
| 457633     | 2009 BF143 | 30 jan 2009 | Kitt Peak    | Spacewatch          | —         | MPC                           |
| 457634     | 2009 BO145 | 15 jan 2009 | Kitt Peak    | Spacewatch          | —         | MPC                           |
| 457635     | 2009 BD148 | 30 jan 2009 | Mount Lemmon | Mount Lemmon Survey | —         | MPC                           |
| 457636     | 2009 BN155 | 16 jan 2009 | Mount Lemmon | Mount Lemmon Survey | —         | MPC                           |
| 457637     | 2009 BM156 | 31 jan 2009 | Kitt Peak    | Spacewatch          | —         | MPC                           |
| 457638     | 2009 BH157 | 25 jan 2009 | Kitt Peak    | Spacewatch          | —         | MPC                           |
| 457639     | 2009 BQ157 | 31 jan 2009 | Kitt Peak    | Spacewatch          | —         | MPC                           |
| 457640     | 2009 BK174 | 25 jan 2009 | Kitt Peak    | Spacewatch          | —         | MPC                           |
| 457641     | 2009 BX174 | 9 dez 2004  | Kitt Peak    | Spacewatch          | —         | MPC                           |
| 457642     | 2009 BZ181 | 31 jan 2009 | Mount Lemmon | Mount Lemmon Survey | Mitidika  | MPC                           |
| 457643     | 2009 BW184 | 18 jan 2009 | Kitt Peak    | Spacewatch          | —         | MPC                           |
| 457644     | 2009 BG185 | 25 jan 2009 | Socorro      | LINEAR              | —         | MPC                           |
| 457645     | 2009 BW189 | 31 jan 2009 | Kitt Peak    | Spacewatch          | —         | MPC                           |
| 457646     | 2009 BD190 | 3 jan 2009  | Mount Lemmon | Mount Lemmon Survey | —         | MPC                           |
| 457647     | 2009 CZ    | 3 fev 2009  | Catalina     | CSS                 | —         | MPC                           |
| 457648     | 2009 CE5   | 13 fev 2009 | Calar Alto   | F. Hormuth          | —         | MPC                           |
| 457649     | 2009 CK8   | 22 dez 2008 | Mount Lemmon | Mount Lemmon Survey | —         | MPC                           |
| 457650     | 2009 CV21  | 1 fev 2009  | Kitt Peak    | Spacewatch          | —         | MPC                           |
| 457651     | 2009 CW23  | 25 jan 2009 | Kitt Peak    | Spacewatch          | —         | MPC                           |
| 457652     | 2009 CN28  | 17 jan 2009 | Kitt Peak    | Spacewatch          | —         | MPC                           |
| 457653     | 2009 CL29  | 31 dez 2008 | Mount Lemmon | Mount Lemmon Survey | —         | MPC                           |
| 457654     | 2009 CT34  | 2 fev 2009  | Mount Lemmon | Mount Lemmon Survey | —         | MPC                           |
| 457655     | 2009 CJ38  | 13 fev 2009 | Kitt Peak    | Spacewatch          | —         | MPC                           |
| 457656     | 2009 CJ41  | 15 jan 2009 | Kitt Peak    | Spacewatch          | —         | MPC                           |
| 457657     | 2009 CJ42  | 25 jan 2009 | Kitt Peak    | Spacewatch          | —         | MPC                           |
| 457658     | 2009 CZ46  | 14 fev 2009 | Kitt Peak    | Spacewatch          | —         | MPC                           |
| 457659     | 2009 CX47  | 25 jan 2009 | Catalina     | CSS                 | —         | MPC                           |
| 457660     | 2009 CR48  | 14 fev 2009 | Mount Lemmon | Mount Lemmon Survey | —         | MPC                           |
| 457661     | 2009 CB56  | 1 fev 2009  | Kitt Peak    | Spacewatch          | —         | MPC                           |
| 457662     | 2009 DZ    | 18 fev 2009 | Socorro      | LINEAR              | —         | MPC                           |
| 457663     | 2009 DN1   | 19 fev 2009 | Socorro      | LINEAR              | —         | MPC                           |
| 457664     | 2009 DY8   | 3 jan 2009  | Mount Lemmon | Mount Lemmon Survey | —         | MPC                           |
| 457665     | 2009 DO15  | 16 fev 2009 | La Sagra     | Mallorca Obs.       | —         | MPC                           |
| 457666     | 2009 DQ19  | 29 jan 2009 | Catalina     | CSS                 | —         | MPC                           |
| 457667     | 2009 DJ34  | 1 fev 2009  | Mount Lemmon | Mount Lemmon Survey | —         | MPC                           |
| 457668     | 2009 DW35  | 20 fev 2009 | Kitt Peak    | Spacewatch          | —         | MPC                           |
| 457669     | 2009 DL43  | 25 fev 2009 | Dauban       | F. Kugel            | —         | MPC                           |
| 457670     | 2009 DX46  | 17 jan 2009 | Kitt Peak    | Spacewatch          | —         | MPC                           |
| 457671     | 2009 DN49  | 19 fev 2009 | Kitt Peak    | Spacewatch          | —         | MPC                           |
| 457672     | 2009 DP49  | 19 fev 2009 | Kitt Peak    | Spacewatch          | —         | MPC                           |
| 457673     | 2009 DW50  | 19 fev 2009 | Kitt Peak    | Spacewatch          | Mitidika  | MPC                           |
| 457674     | 2009 DP54  | 22 fev 2009 | Kitt Peak    | Spacewatch          | —         | MPC                           |
| 457675     | 2009 DG71  | 17 jan 2009 | Kitt Peak    | Spacewatch          | Mitidika  | MPC                           |
| 457676     | 2009 DG72  | 18 jan 2009 | Mount Lemmon | Mount Lemmon Survey | —         | MPC                           |
| 457677     | 2009 DA73  | 24 fev 2009 | Catalina     | CSS                 | —         | MPC                           |
| 457678     | 2009 DT78  | 17 jan 2009 | Kitt Peak    | Spacewatch          | —         | MPC                           |
| 457679     | 2009 DM81  | 24 fev 2009 | Kitt Peak    | Spacewatch          | —         | MPC                           |
| 457680     | 2009 DZ82  | 24 fev 2009 | Kitt Peak    | Spacewatch          | Mitidika  | MPC                           |
| 457681     | 2009 DS85  | 21 nov 2003 | Kitt Peak    | Spacewatch          | —         | MPC                           |
| 457682     | 2009 DS86  | 27 fev 2009 | Kitt Peak    | Spacewatch          | —         | MPC                           |
| 457683     | 2009 DQ91  | 27 fev 2009 | Kitt Peak    | Spacewatch          | —         | MPC                           |
| 457684     | 2009 DR100 | 26 fev 2009 | Kitt Peak    | Spacewatch          | —         | MPC                           |
| 457685     | 2009 DB103 | 26 fev 2009 | Kitt Peak    | Spacewatch          | —         | MPC                           |
| 457686     | 2009 DF112 | 3 jan 2009  | Mount Lemmon | Mount Lemmon Survey | —         | MPC                           |
| 457687     | 2009 DL112 | 25 jan 2009 | Kitt Peak    | Spacewatch          | —         | MPC                           |
| 457688     | 2009 DM130 | 26 fev 2009 | Kitt Peak    | Spacewatch          | Mitidika  | MPC                           |
| 457689     | 2009 DT130 | 27 fev 2009 | Mount Lemmon | Mount Lemmon Survey | —         | MPC                           |
| 457690     | 2009 DA137 | 28 fev 2009 | Kitt Peak    | Spacewatch          | —         | MPC                           |
| 457691     | 2009 DE140 | 26 out 2008 | Mount Lemmon | Mount Lemmon Survey | —         | MPC                           |
| 457692     | 2009 EB4   | 30 dez 2008 | Mount Lemmon | Mount Lemmon Survey | —         | MPC                           |
| 457693     | 2009 EL4   | 15 mar 2009 | La Sagra     | Mallorca Obs.       | —         | MPC                           |
| 457694     | 2009 EL13  | 20 fev 2009 | Mount Lemmon | Mount Lemmon Survey | —         | MPC                           |
| 457695     | 2009 ET13  | 15 mar 2009 | Kitt Peak    | Spacewatch          | —         | MPC                           |
| 457696     | 2009 EO14  | 1 fev 2009  | Catalina     | CSS                 | —         | MPC                           |
| 457697     | 2009 EZ16  | 15 mar 2009 | Kitt Peak    | Spacewatch          | —         | MPC                           |
| 457698     | 2009 ED17  | 2 fev 2009  | Kitt Peak    | Spacewatch          | —         | MPC                           |
| 457699     | 2009 EB23  | 3 mar 2009  | Kitt Peak    | Spacewatch          | —         | MPC                           |
| 457700     | 2009 EE25  | 3 mar 2009  | Mount Lemmon | Mount Lemmon Survey | Mitidika  | MPC                           |

## 457701–457800
| Designação      | Designação | Descoberta  | Descoberta        | Descobridor(es)       | Categoria | Mais informações / Referência |
| Permanente      | Provisória | Data        | Local             | Descobridor(es)       | Categoria | Mais informações / Referência |
| --------------- | ---------- | ----------- | ----------------- | --------------------- | --------- | ----------------------------- |
| 457701          | 2009 EN25  | 3 mar 2009  | Mount Lemmon      | Mount Lemmon Survey   | —         | MPC                           |
| 457702          | 2009 EM29  | 2 mar 2009  | Mount Lemmon      | Mount Lemmon Survey   | —         | MPC                           |
| 457703          | 2009 FP1   | 16 mar 2009 | La Sagra          | Mallorca Obs.         | —         | MPC                           |
| 457704          | 2009 FO5   | 1 fev 2009  | Kitt Peak         | Spacewatch            | —         | MPC                           |
| 457705          | 2009 FN6   | 26 fev 2009 | Catalina          | CSS                   | —         | MPC                           |
| 457706          | 2009 FP13  | 3 mar 2009  | Kitt Peak         | Spacewatch            | —         | MPC                           |
| 457707          | 2009 FJ14  | 19 mar 2009 | Pla D'Arguines    | R. Ferrando           | —         | MPC                           |
| 457708          | 2009 FO14  | 20 mar 2009 | Heppenheim        | Starkenburg Obs.      | Mitidika  | MPC                           |
| 457709          | 2009 FN22  | 19 mar 2009 | Kitt Peak         | Spacewatch            | —         | MPC                           |
| 457710          | 2009 FC29  | 22 mar 2009 | Catalina          | CSS                   | —         | MPC                           |
| 457711          | 2009 FU32  | 2 jan 2009  | Catalina          | CSS                   | —         | MPC                           |
| 457712          | 2009 FX36  | 21 mar 2009 | Kitt Peak         | Spacewatch            | —         | MPC                           |
| 457713          | 2009 FT39  | 27 mar 2009 | Catalina          | CSS                   | —         | MPC                           |
| 457714          | 2009 FM45  | 19 fev 2009 | Kitt Peak         | Spacewatch            | Mitidika  | MPC                           |
| 457715          | 2009 FD49  | 26 mar 2009 | Catalina          | CSS                   | —         | MPC                           |
| 457716          | 2009 FY49  | 27 mar 2009 | Catalina          | CSS                   | —         | MPC                           |
| 457717          | 2009 FE50  | 14 fev 2009 | Mount Lemmon      | Mount Lemmon Survey   | —         | MPC                           |
| 457718          | 2009 FA55  | 24 fev 2009 | Kitt Peak         | Spacewatch            | —         | MPC                           |
| 457719          | 2009 FT55  | 16 mar 2009 | Catalina          | CSS                   | —         | MPC                           |
| 457720          | 2009 FP60  | 7 mar 2009  | Mount Lemmon      | Mount Lemmon Survey   | —         | MPC                           |
| 457721          | 2009 FT60  | 21 mar 2009 | La Sagra          | Mallorca Obs.         | —         | MPC                           |
| 457722          | 2009 FD63  | 28 mar 2009 | Kitt Peak         | Spacewatch            | —         | MPC                           |
| 457723          | 2009 FM63  | 28 mar 2009 | Kitt Peak         | Spacewatch            | —         | MPC                           |
| 457724          | 2009 FP65  | 18 mar 2009 | Kitt Peak         | Spacewatch            | —         | MPC                           |
| 457725          | 2009 FE66  | 19 mar 2009 | Kitt Peak         | Spacewatch            | —         | MPC                           |
| 457726          | 2009 FA68  | 31 mar 2009 | Kitt Peak         | Spacewatch            | Mitidika  | MPC                           |
| 457727          | 2009 FG68  | 29 mar 2009 | Kitt Peak         | Spacewatch            | —         | MPC                           |
| 457728          | 2009 FS69  | 18 mar 2009 | Kitt Peak         | Spacewatch            | —         | MPC                           |
| 457729          | 2009 FD70  | 19 mar 2009 | Catalina          | CSS                   | —         | MPC                           |
| 457730          | 2009 FH70  | 19 mar 2009 | Kitt Peak         | Spacewatch            | —         | MPC                           |
| 457731          | 2009 FB74  | 31 mar 2009 | Kitt Peak         | Spacewatch            | —         | MPC                           |
| 457732          | 2009 GT3   | 15 abr 2009 | Črni Vrh          | Črni Vrh              | —         | MPC                           |
| 457733          | 2009 HS    | 16 abr 2009 | Catalina          | CSS                   | —         | MPC                           |
| 457734          | 2009 HJ3   | 16 abr 2009 | Catalina          | CSS                   | —         | MPC                           |
| 457735          | 2009 HA12  | 22 mar 2009 | Catalina          | CSS                   | —         | MPC                           |
| 457736          | 2009 HY12  | 17 abr 2009 | Kitt Peak         | Spacewatch            | Juno      | MPC                           |
| 457737          | 2009 HW13  | 17 abr 2009 | Mount Lemmon      | Mount Lemmon Survey   | —         | MPC                           |
| 457738          | 2009 HE14  | 29 mar 2009 | Kitt Peak         | Spacewatch            | —         | MPC                           |
| 457739          | 2009 HJ14  | 17 abr 2009 | Catalina          | CSS                   | —         | MPC                           |
| 457740          | 2009 HR15  | 18 abr 2009 | Kitt Peak         | Spacewatch            | —         | MPC                           |
| 457741          | 2009 HK16  | 29 mar 2009 | Mount Lemmon      | Mount Lemmon Survey   | —         | MPC                           |
| 457742          | 2009 HG19  | 16 out 2007 | Kitt Peak         | Spacewatch            | —         | MPC                           |
| 457743 Balklavs | 2009 HW20  | 18 abr 2009 | Baldone           | K. Černis, I. Eglītis | —         | MPC                           |
| 457744          | 2009 HG24  | 17 abr 2009 | Kitt Peak         | Spacewatch            | —         | MPC                           |
| 457745          | 2009 HU40  | 20 abr 2009 | Kitt Peak         | Spacewatch            | —         | MPC                           |
| 457746          | 2009 HT43  | 20 abr 2009 | Kitt Peak         | Spacewatch            | —         | MPC                           |
| 457747          | 2009 HB49  | 4 fev 2009  | Kitt Peak         | Spacewatch            | —         | MPC                           |
| 457748          | 2009 HK54  | 20 abr 2009 | Kitt Peak         | Spacewatch            | —         | MPC                           |
| 457749          | 2009 HZ58  | 18 abr 2009 | Kitt Peak         | Spacewatch            | —         | MPC                           |
| 457750          | 2009 HE62  | 30 mar 2009 | Mount Lemmon      | Mount Lemmon Survey   | —         | MPC                           |
| 457751          | 2009 HB68  | 22 abr 2009 | Kitt Peak         | Spacewatch            | —         | MPC                           |
| 457752          | 2009 HK68  | 27 abr 2009 | Tzec Maun         | E. Schwab             | —         | MPC                           |
| 457753          | 2009 HU69  | 22 abr 2009 | Mount Lemmon      | Mount Lemmon Survey   | —         | MPC                           |
| 457754          | 2009 HD77  | 28 abr 2009 | Catalina          | CSS                   | —         | MPC                           |
| 457755          | 2009 HL80  | 28 abr 2009 | Catalina          | CSS                   | —         | MPC                           |
| 457756          | 2009 HL83  | 24 mar 2009 | Mount Lemmon      | Mount Lemmon Survey   | —         | MPC                           |
| 457757          | 2009 HP88  | 30 abr 2009 | La Sagra          | Mallorca Obs.         | —         | MPC                           |
| 457758          | 2009 HV95  | 20 abr 2009 | Mount Lemmon      | Mount Lemmon Survey   | —         | MPC                           |
| 457759          | 2009 HY99  | 23 abr 2009 | Kitt Peak         | Spacewatch            | —         | MPC                           |
| 457760          | 2009 HN105 | 23 abr 2009 | Kitt Peak         | Spacewatch            | —         | MPC                           |
| 457761          | 2009 JT3   | 31 mar 2009 | Mount Lemmon      | Mount Lemmon Survey   | —         | MPC                           |
| 457762          | 2009 JX8   | 13 mai 2009 | Kitt Peak         | Spacewatch            | —         | MPC                           |
| 457763          | 2009 JD9   | 20 abr 2009 | Catalina          | CSS                   | —         | MPC                           |
| 457764          | 2009 JS11  | 15 mai 2009 | Kitt Peak         | Spacewatch            | Phocaea   | MPC                           |
| 457765          | 2009 JD18  | 1 mai 2009  | Kitt Peak         | Spacewatch            | —         | MPC                           |
| 457766          | 2009 KT2   | 20 mai 2009 | La Sagra          | Mallorca Obs.         | —         | MPC                           |
| 457767          | 2009 KF4   | 24 mai 2009 | Catalina          | CSS                   | —         | MPC                           |
| 457768          | 2009 KN4   | 23 mai 2009 | Siding Spring     | SSS                   | —         | MPC                           |
| 457769          | 2009 KZ4   | 22 mai 2009 | Bergisch Gladbach | W. Bickel             | —         | MPC                           |
| 457770          | 2009 KA6   | 25 mai 2009 | Mount Lemmon      | Mount Lemmon Survey   | —         | MPC                           |
| 457771          | 2009 KD11  | 24 abr 2009 | Kitt Peak         | Spacewatch            | Phocaea   | MPC                           |
| 457772          | 2009 KQ37  | 19 abr 2009 | Kitt Peak         | Spacewatch            | —         | MPC                           |
| 457773          | 2009 LK4   | 13 mai 2009 | Mount Lemmon      | Mount Lemmon Survey   | —         | MPC                           |
| 457774          | 2009 MP1   | 16 jun 2009 | Kitt Peak         | Spacewatch            | —         | MPC                           |
| 457775          | 2009 MG8   | 28 jun 2009 | La Sagra          | Mallorca Obs.         | —         | MPC                           |
| 457776          | 2009 NE2   | 14 jul 2009 | Kitt Peak         | Spacewatch            | —         | MPC                           |
| 457777          | 2009 OA1   | 19 jul 2009 | La Sagra          | Mallorca Obs.         | —         | MPC                           |
| 457778          | 2009 OQ3   | 22 jul 2009 | La Sagra          | Mallorca Obs.         | —         | MPC                           |
| 457779          | 2009 OE21  | 29 jul 2009 | La Sagra          | Mallorca Obs.         | —         | MPC                           |
| 457780          | 2009 OD25  | 29 jul 2009 | Catalina          | CSS                   | —         | MPC                           |
| 457781          | 2009 PP9   | 15 ago 2009 | Kitt Peak         | Spacewatch            | —         | MPC                           |
| 457782          | 2009 PR9   | 29 jul 2009 | Kitt Peak         | Spacewatch            | —         | MPC                           |
| 457783          | 2009 PS9   | 28 jul 2009 | Catalina          | CSS                   | —         | MPC                           |
| 457784          | 2009 PL10  | 15 ago 2009 | La Sagra          | Mallorca Obs.         | —         | MPC                           |
| 457785          | 2009 PJ15  | 15 ago 2009 | Catalina          | CSS                   | —         | MPC                           |
| 457786          | 2009 PQ16  | 15 ago 2009 | Kitt Peak         | Spacewatch            | —         | MPC                           |
| 457787          | 2009 QB    | 8 set 2004  | Socorro           | LINEAR                | —         | MPC                           |
| 457788          | 2009 QU2   | 16 ago 2009 | Kitt Peak         | Spacewatch            | —         | MPC                           |
| 457789          | 2009 QC4   | 17 ago 2009 | Catalina          | CSS                   | —         | MPC                           |
| 457790          | 2009 QE20  | 19 ago 2009 | La Sagra          | Mallorca Obs.         | —         | MPC                           |
| 457791          | 2009 QM23  | 15 ago 2009 | Socorro           | LINEAR                | —         | MPC                           |
| 457792          | 2009 QC24  | 16 ago 2009 | Kitt Peak         | Spacewatch            | —         | MPC                           |
| 457793          | 2009 QR28  | 19 ago 2009 | Kitt Peak         | Spacewatch            | —         | MPC                           |
| 457794          | 2009 QS30  | 21 ago 2009 | Socorro           | LINEAR                | —         | MPC                           |
| 457795          | 2009 QX30  | 24 ago 2009 | La Sagra          | Mallorca Obs.         | —         | MPC                           |
| 457796          | 2009 QB33  | 18 ago 2009 | La Sagra          | Mallorca Obs.         | —         | MPC                           |
| 457797          | 2009 QR36  | 27 mai 2009 | Catalina          | CSS                   | —         | MPC                           |
| 457798          | 2009 QH38  | 29 ago 2009 | Bergisch Gladbac  | W. Bickel             | —         | MPC                           |
| 457799          | 2009 QP60  | 18 ago 2009 | Kitt Peak         | Spacewatch            | —         | MPC                           |
| 457800          | 2009 QT60  | 19 ago 2009 | Catalina          | CSS                   | —         | MPC                           |

## 457801–457900
| Designação | Designação | Descoberta  | Descoberta       | Descobridor(es)     | Categoria | Mais informações / Referência |
| Permanente | Provisória | Data        | Local            | Descobridor(es)     | Categoria | Mais informações / Referência |
| ---------- | ---------- | ----------- | ---------------- | ------------------- | --------- | ----------------------------- |
| 457801     | 2009 RC3   | 17 ago 2009 | Catalina         | CSS                 | —         | MPC                           |
| 457802     | 2009 RY6   | 16 ago 2009 | Kitt Peak        | Spacewatch          | —         | MPC                           |
| 457803     | 2009 RS7   | 11 set 2009 | Catalina         | CSS                 | —         | MPC                           |
| 457804     | 2009 RV8   | 12 set 2009 | Kitt Peak        | Spacewatch          | —         | MPC                           |
| 457805     | 2009 RA11  | 12 set 2009 | Kitt Peak        | Spacewatch          | —         | MPC                           |
| 457806     | 2009 RT11  | 12 set 2009 | Kitt Peak        | Spacewatch          | —         | MPC                           |
| 457807     | 2009 RK14  | 12 set 2009 | Kitt Peak        | Spacewatch          | —         | MPC                           |
| 457808     | 2009 RY21  | 30 jul 2009 | Kitt Peak        | Spacewatch          | —         | MPC                           |
| 457809     | 2009 RF26  | 13 set 2009 | Socorro          | LINEAR              | —         | MPC                           |
| 457810     | 2009 RF27  | 15 set 2009 | Mount Lemmon     | Mount Lemmon Survey | —         | MPC                           |
| 457811     | 2009 RM30  | 14 set 2009 | Kitt Peak        | Spacewatch          | —         | MPC                           |
| 457812     | 2009 RL49  | 15 set 2009 | Kitt Peak        | Spacewatch          | —         | MPC                           |
| 457813     | 2009 RD50  | 15 set 2009 | Kitt Peak        | Spacewatch          | —         | MPC                           |
| 457814     | 2009 RK53  | 15 set 2009 | Kitt Peak        | Spacewatch          | —         | MPC                           |
| 457815     | 2009 RZ53  | 15 set 2009 | Kitt Peak        | Spacewatch          | —         | MPC                           |
| 457816     | 2009 RS54  | 15 set 2009 | Kitt Peak        | Spacewatch          | —         | MPC                           |
| 457817     | 2009 RB55  | 15 set 2009 | Kitt Peak        | Spacewatch          | —         | MPC                           |
| 457818     | 2009 RB58  | 10 set 2009 | ESA OGS          | ESA OGS             | —         | MPC                           |
| 457819     | 2009 SY11  | 16 set 2009 | Mount Lemmon     | Mount Lemmon Survey | —         | MPC                           |
| 457820     | 2009 SU46  | 18 abr 2007 | Mount Lemmon     | Mount Lemmon Survey | —         | MPC                           |
| 457821     | 2009 SW47  | 16 set 2009 | Kitt Peak        | Spacewatch          | —         | MPC                           |
| 457822     | 2009 SB48  | 16 set 2009 | Kitt Peak        | Spacewatch          | —         | MPC                           |
| 457823     | 2009 SP52  | 17 set 2009 | Kitt Peak        | Spacewatch          | —         | MPC                           |
| 457824     | 2009 SW55  | 17 set 2009 | Kitt Peak        | Spacewatch          | —         | MPC                           |
| 457825     | 2009 SV59  | 17 set 2009 | Kitt Peak        | Spacewatch          | —         | MPC                           |
| 457826     | 2009 SW59  | 17 set 2009 | Kitt Peak        | Spacewatch          | —         | MPC                           |
| 457827     | 2009 SF60  | 17 set 2009 | Kitt Peak        | Spacewatch          | —         | MPC                           |
| 457828     | 2009 SX61  | 17 set 2009 | Mount Lemmon     | Mount Lemmon Survey | —         | MPC                           |
| 457829     | 2009 ST65  | 20 ago 2009 | Kitt Peak        | Spacewatch          | —         | MPC                           |
| 457830     | 2009 SB72  | 27 ago 2009 | Kitt Peak        | Spacewatch          | —         | MPC                           |
| 457831     | 2009 SX75  | 17 set 2009 | Kitt Peak        | Spacewatch          | —         | MPC                           |
| 457832     | 2009 SM76  | 17 set 2009 | Kitt Peak        | Spacewatch          | —         | MPC                           |
| 457833     | 2009 SN79  | 18 set 2009 | Kitt Peak        | Spacewatch          | —         | MPC                           |
| 457834     | 2009 SQ86  | 18 set 2009 | Kitt Peak        | Spacewatch          | —         | MPC                           |
| 457835     | 2009 ST90  | 18 set 2009 | Mount Lemmon     | Mount Lemmon Survey | —         | MPC                           |
| 457836     | 2009 SF92  | 18 set 2009 | Mount Lemmon     | Mount Lemmon Survey | —         | MPC                           |
| 457837     | 2009 SS92  | 18 set 2009 | Mount Lemmon     | Mount Lemmon Survey | —         | MPC                           |
| 457838     | 2009 SW97  | 20 set 2009 | Mount Lemmon     | Mount Lemmon Survey | —         | MPC                           |
| 457839     | 2009 SX100 | 21 set 2009 | Mount Lemmon     | Mount Lemmon Survey | —         | MPC                           |
| 457840     | 2009 SW107 | 16 set 2009 | Mount Lemmon     | Mount Lemmon Survey | —         | MPC                           |
| 457841     | 2009 SZ113 | 18 set 2009 | Kitt Peak        | Spacewatch          | Eos       | MPC                           |
| 457842     | 2009 SD123 | 24 out 2005 | Kitt Peak        | Spacewatch          | —         | MPC                           |
| 457843     | 2009 SK123 | 18 set 2009 | Kitt Peak        | Spacewatch          | —         | MPC                           |
| 457844     | 2009 SX123 | 11 set 2004 | Kitt Peak        | Spacewatch          | —         | MPC                           |
| 457845     | 2009 SH128 | 18 set 2009 | Kitt Peak        | Spacewatch          | —         | MPC                           |
| 457846     | 2009 SK136 | 18 set 2009 | Kitt Peak        | Spacewatch          | —         | MPC                           |
| 457847     | 2009 SA142 | 15 set 2009 | Kitt Peak        | Spacewatch          | —         | MPC                           |
| 457848     | 2009 SS147 | 19 set 2009 | Mount Lemmon     | Mount Lemmon Survey | —         | MPC                           |
| 457849     | 2009 SX149 | 20 set 2009 | Kitt Peak        | Spacewatch          | —         | MPC                           |
| 457850     | 2009 SR153 | 20 set 2009 | Kitt Peak        | Spacewatch          | —         | MPC                           |
| 457851     | 2009 SY154 | 10 mar 2008 | Kitt Peak        | Spacewatch          | —         | MPC                           |
| 457852     | 2009 SJ164 | 28 ago 2009 | Kitt Peak        | Spacewatch          | —         | MPC                           |
| 457853     | 2009 SE168 | 17 set 2009 | Catalina         | CSS                 | —         | MPC                           |
| 457854     | 2009 SQ170 | 17 set 2009 | Catalina         | CSS                 | —         | MPC                           |
| 457855     | 2009 SH172 | 19 set 2009 | Kitt Peak        | Spacewatch          | —         | MPC                           |
| 457856     | 2009 SR173 | 18 set 2009 | Catalina         | CSS                 | Ino       | MPC                           |
| 457857     | 2009 SL175 | 19 set 2009 | Kitt Peak        | Spacewatch          | —         | MPC                           |
| 457858     | 2009 SU179 | 28 fev 2008 | Kitt Peak        | Spacewatch          | —         | MPC                           |
| 457859     | 2009 SL190 | 22 set 2009 | Kitt Peak        | Spacewatch          | —         | MPC                           |
| 457860     | 2009 SO192 | 22 set 2009 | Kitt Peak        | Spacewatch          | —         | MPC                           |
| 457861     | 2009 SX192 | 2 dez 2005  | Mount Lemmon     | Mount Lemmon Survey | —         | MPC                           |
| 457862     | 2009 SO194 | 22 set 2009 | Kitt Peak        | Spacewatch          | —         | MPC                           |
| 457863     | 2009 SB201 | 4 out 2004  | Kitt Peak        | Spacewatch          | —         | MPC                           |
| 457864     | 2009 SM215 | 24 set 2009 | Kitt Peak        | Spacewatch          | —         | MPC                           |
| 457865     | 2009 SD219 | 15 set 2009 | Kitt Peak        | Spacewatch          | —         | MPC                           |
| 457866     | 2009 SB220 | 24 set 2009 | Mount Lemmon     | Mount Lemmon Survey | Brangane  | MPC                           |
| 457867     | 2009 SC222 | 17 ago 2009 | Kitt Peak        | Spacewatch          | —         | MPC                           |
| 457868     | 2009 SC223 | 25 set 2009 | Mount Lemmon     | Mount Lemmon Survey | —         | MPC                           |
| 457869     | 2009 SY240 | 18 set 2009 | Catalina         | CSS                 | —         | MPC                           |
| 457870     | 2009 SK243 | 15 set 2009 | Catalina         | CSS                 | —         | MPC                           |
| 457871     | 2009 SX248 | 16 set 2009 | Kitt Peak        | Spacewatch          | —         | MPC                           |
| 457872     | 2009 SF252 | 7 abr 2003  | Kitt Peak        | Spacewatch          | —         | MPC                           |
| 457873     | 2009 SG254 | 16 set 2009 | Kitt Peak        | Spacewatch          | —         | MPC                           |
| 457874     | 2009 SQ261 | 22 set 2009 | Kitt Peak        | Spacewatch          | —         | MPC                           |
| 457875     | 2009 SN278 | 21 fev 2007 | Kitt Peak        | Spacewatch          | —         | MPC                           |
| 457876     | 2009 SA281 | 17 set 2009 | Kitt Peak        | Spacewatch          | —         | MPC                           |
| 457877     | 2009 SO287 | 25 set 2009 | Kitt Peak        | Spacewatch          | —         | MPC                           |
| 457878     | 2009 SD288 | 17 set 2009 | Kitt Peak        | Spacewatch          | —         | MPC                           |
| 457879     | 2009 SE289 | 17 set 2009 | Kitt Peak        | Spacewatch          | —         | MPC                           |
| 457880     | 2009 SF303 | 16 set 2009 | Mount Lemmon     | Mount Lemmon Survey | —         | MPC                           |
| 457881     | 2009 SG322 | 28 ago 2009 | Kitt Peak        | Spacewatch          | —         | MPC                           |
| 457882     | 2009 SH327 | 25 set 2009 | Catalina         | CSS                 | —         | MPC                           |
| 457883     | 2009 SS338 | 17 set 2009 | Mount Lemmon     | Mount Lemmon Survey | —         | MPC                           |
| 457884     | 2009 SE339 | 23 set 2009 | Mount Lemmon     | Mount Lemmon Survey | —         | MPC                           |
| 457885     | 2009 SJ344 | 18 set 2009 | Kitt Peak        | Spacewatch          | —         | MPC                           |
| 457886     | 2009 SP347 | 28 set 2009 | Mount Lemmon     | Mount Lemmon Survey | —         | MPC                           |
| 457887     | 2009 SG350 | 22 set 2009 | Mount Lemmon     | Mount Lemmon Survey | —         | MPC                           |
| 457888     | 2009 SM354 | 21 set 2009 | Mount Lemmon     | Mount Lemmon Survey | —         | MPC                           |
| 457889     | 2009 SJ357 | 21 set 2009 | Mount Lemmon     | Mount Lemmon Survey | —         | MPC                           |
| 457890     | 2009 TZ3   | 29 set 2009 | Mount Lemmon     | Mount Lemmon Survey | Brangane  | MPC                           |
| 457891     | 2009 TR12  | 12 set 2009 | Kitt Peak        | Spacewatch          | —         | MPC                           |
| 457892     | 2009 TE14  | 11 out 2009 | Mount Lemmon     | Mount Lemmon Survey | —         | MPC                           |
| 457893     | 2009 TJ19  | 11 out 2009 | Mount Lemmon     | Mount Lemmon Survey | —         | MPC                           |
| 457894     | 2009 TY23  | 14 out 2009 | Goodricke-Pigott | R. A. Tucker        | —         | MPC                           |
| 457895     | 2009 TK25  | 14 out 2009 | Mount Lemmon     | Mount Lemmon Survey | —         | MPC                           |
| 457896     | 2009 TW30  | 24 dez 2005 | Kitt Peak        | Spacewatch          | —         | MPC                           |
| 457897     | 2009 TC32  | 28 set 2009 | Mount Lemmon     | Mount Lemmon Survey | —         | MPC                           |
| 457898     | 2009 TD32  | 13 out 2009 | Socorro          | LINEAR              | —         | MPC                           |
| 457899     | 2009 TJ33  | 20 set 2009 | Kitt Peak        | Spacewatch          | —         | MPC                           |
| 457900     | 2009 TE37  | 21 set 2009 | Kitt Peak        | Spacewatch          | —         | MPC                           |

## 457901–458000
| Designação | Designação | Descoberta  | Descoberta   | Descobridor(es)            | Categoria | Mais informações / Referência |
| Permanente | Provisória | Data        | Local        | Descobridor(es)            | Categoria | Mais informações / Referência |
| ---------- | ---------- | ----------- | ------------ | -------------------------- | --------- | ----------------------------- |
| 457901     | 2009 TM42  | 11 out 2009 | Mount Lemmon | Mount Lemmon Survey        | —         | MPC                           |
| 457902     | 2009 TD46  | 1 out 2009  | Mount Lemmon | Mount Lemmon Survey        | —         | MPC                           |
| 457903     | 2009 TG48  | 14 out 2009 | Mount Lemmon | Mount Lemmon Survey        | —         | MPC                           |
| 457904     | 2009 UA6   | 17 set 2009 | Kitt Peak    | Spacewatch                 | Brangane  | MPC                           |
| 457905     | 2009 UG6   | 24 out 2005 | Kitt Peak    | Spacewatch                 | —         | MPC                           |
| 457906     | 2009 UR7   | 26 nov 2005 | Mount Lemmon | Mount Lemmon Survey        | —         | MPC                           |
| 457907     | 2009 UD10  | 18 set 2009 | Kitt Peak    | Spacewatch                 | —         | MPC                           |
| 457908     | 2009 UA13  | 1 out 2009  | Mount Lemmon | Mount Lemmon Survey        | —         | MPC                           |
| 457909     | 2009 UY14  | 28 set 2009 | Mount Lemmon | Mount Lemmon Survey        | —         | MPC                           |
| 457910     | 2009 UH16  | 18 out 2009 | La Sagra     | Mallorca Obs.              | —         | MPC                           |
| 457911     | 2009 UT17  | 19 out 2009 | Mayhill      | A. Lowe                    | —         | MPC                           |
| 457912     | 2009 UW18  | 23 out 2009 | Socorro      | LINEAR                     | —         | MPC                           |
| 457913     | 2009 UN27  | 21 out 2009 | Mount Lemmon | Mount Lemmon Survey        | —         | MPC                           |
| 457914     | 2009 UP28  | 22 set 2009 | Mount Lemmon | Mount Lemmon Survey        | —         | MPC                           |
| 457915     | 2009 UU28  | 18 out 2009 | Mount Lemmon | Mount Lemmon Survey        | Brangane  | MPC                           |
| 457916     | 2009 UU34  | 21 out 2009 | Mount Lemmon | Mount Lemmon Survey        | —         | MPC                           |
| 457917     | 2009 UH43  | 18 set 2009 | Kitt Peak    | Spacewatch                 | —         | MPC                           |
| 457918     | 2009 UZ45  | 22 set 2009 | Mount Lemmon | Mount Lemmon Survey        | Brangane  | MPC                           |
| 457919     | 2009 UR46  | 18 out 2009 | Mount Lemmon | Mount Lemmon Survey        | —         | MPC                           |
| 457920     | 2009 UT47  | 18 out 2009 | Kitt Peak    | Spacewatch                 | —         | MPC                           |
| 457921     | 2009 UN56  | 16 set 2009 | Mount Lemmon | Mount Lemmon Survey        | —         | MPC                           |
| 457922     | 2009 UQ75  | 24 set 2009 | Kitt Peak    | Spacewatch                 | —         | MPC                           |
| 457923     | 2009 UO79  | 22 out 2009 | Mount Lemmon | Mount Lemmon Survey        | Brangane  | MPC                           |
| 457924     | 2009 UU82  | 23 out 2009 | Mount Lemmon | Mount Lemmon Survey        | —         | MPC                           |
| 457925     | 2009 UJ90  | 26 out 2009 | La Sagra     | Mallorca Obs.              | —         | MPC                           |
| 457926     | 2009 UX92  | 17 out 2009 | Mount Lemmon | Mount Lemmon Survey        | —         | MPC                           |
| 457927     | 2009 UA101 | 23 out 2009 | Mount Lemmon | Mount Lemmon Survey        | —         | MPC                           |
| 457928     | 2009 UU103 | 20 set 2009 | Mount Lemmon | Mount Lemmon Survey        | —         | MPC                           |
| 457929     | 2009 UC110 | 23 out 2009 | Kitt Peak    | Spacewatch                 | —         | MPC                           |
| 457930     | 2009 UY113 | 4 out 2004  | Kitt Peak    | Spacewatch                 | —         | MPC                           |
| 457931     | 2009 UV123 | 26 out 2009 | Mount Lemmon | Mount Lemmon Survey        | —         | MPC                           |
| 457932     | 2009 UE128 | 25 out 2009 | Kitt Peak    | Spacewatch                 | —         | MPC                           |
| 457933     | 2009 UE133 | 21 out 2009 | Catalina     | CSS                        | —         | MPC                           |
| 457934     | 2009 UO139 | 20 set 2009 | Catalina     | CSS                        | —         | MPC                           |
| 457935     | 2009 UN142 | 18 out 2009 | Mount Lemmon | Mount Lemmon Survey        | —         | MPC                           |
| 457936     | 2009 UW150 | 23 out 2009 | Mount Lemmon | Mount Lemmon Survey        | —         | MPC                           |
| 457937     | 2009 UL151 | 17 out 2009 | Catalina     | CSS                        | —         | MPC                           |
| 457938     | 2009 UL154 | 26 out 2009 | Kitt Peak    | Spacewatch                 | Brangane  | MPC                           |
| 457939     | 2009 VG1   | 9 nov 2009  | Tzec Maun    | D. Chestnov, A. Novichonok | —         | MPC                           |
| 457940     | 2009 VD2   | 9 nov 2009  | Socorro      | LINEAR                     | —         | MPC                           |
| 457941     | 2009 VX2   | 9 nov 2009  | Socorro      | LINEAR                     | —         | MPC                           |
| 457942     | 2009 VC9   | 8 nov 2009  | Mount Lemmon | Mount Lemmon Survey        | —         | MPC                           |
| 457943     | 2009 VW11  | 24 out 2009 | Kitt Peak    | Spacewatch                 | Brangane  | MPC                           |
| 457944     | 2009 VY15  | 8 nov 2009  | Mount Lemmon | Mount Lemmon Survey        | —         | MPC                           |
| 457945     | 2009 VO28  | 24 out 2009 | Catalina     | CSS                        | —         | MPC                           |
| 457946     | 2009 VQ31  | 26 out 2009 | Kitt Peak    | Spacewatch                 | Brangane  | MPC                           |
| 457947     | 2009 VK32  | 9 nov 2009  | Mount Lemmon | Mount Lemmon Survey        | —         | MPC                           |
| 457948     | 2009 VB33  | 9 nov 2009  | Mount Lemmon | Mount Lemmon Survey        | —         | MPC                           |
| 457949     | 2009 VT38  | 22 out 2009 | Mount Lemmon | Mount Lemmon Survey        | —         | MPC                           |
| 457950     | 2009 VY38  | 22 out 2009 | Mount Lemmon | Mount Lemmon Survey        | —         | MPC                           |
| 457951     | 2009 VB40  | 30 out 2009 | Mount Lemmon | Mount Lemmon Survey        | —         | MPC                           |
| 457952     | 2009 VG40  | 21 set 2009 | Mount Lemmon | Mount Lemmon Survey        | —         | MPC                           |
| 457953     | 2009 VF46  | 18 out 2009 | Mount Lemmon | Mount Lemmon Survey        | Brangane  | MPC                           |
| 457954     | 2009 VX53  | 24 out 2009 | Kitt Peak    | Spacewatch                 | —         | MPC                           |
| 457955     | 2009 VH54  | 24 out 2009 | Kitt Peak    | Spacewatch                 | —         | MPC                           |
| 457956     | 2009 VJ63  | 8 nov 2009  | Kitt Peak    | Spacewatch                 | —         | MPC                           |
| 457957     | 2009 VE65  | 9 nov 2009  | Kitt Peak    | Spacewatch                 | Brangane  | MPC                           |
| 457958     | 2009 VN65  | 22 out 2009 | Mount Lemmon | Mount Lemmon Survey        | —         | MPC                           |
| 457959     | 2009 VK67  | 9 nov 2009  | Kitt Peak    | Spacewatch                 | —         | MPC                           |
| 457960     | 2009 VU67  | 20 set 2009 | Mount Lemmon | Mount Lemmon Survey        | —         | MPC                           |
| 457961     | 2009 VV69  | 9 nov 2009  | Mount Lemmon | Mount Lemmon Survey        | —         | MPC                           |
| 457962     | 2009 VQ70  | 17 out 2009 | Mount Lemmon | Mount Lemmon Survey        | —         | MPC                           |
| 457963     | 2009 VL78  | 9 nov 2009  | Catalina     | CSS                        | —         | MPC                           |
| 457964     | 2009 VM79  | 10 nov 2009 | Catalina     | CSS                        | —         | MPC                           |
| 457965     | 2009 VB80  | 25 set 2009 | Catalina     | CSS                        | —         | MPC                           |
| 457966     | 2009 VQ83  | 22 out 2009 | Mount Lemmon | Mount Lemmon Survey        | —         | MPC                           |
| 457967     | 2009 VZ83  | 9 nov 2009  | Kitt Peak    | Spacewatch                 | —         | MPC                           |
| 457968     | 2009 VR85  | 20 set 2009 | Mount Lemmon | Mount Lemmon Survey        | —         | MPC                           |
| 457969     | 2009 VE88  | 26 out 2009 | Mount Lemmon | Mount Lemmon Survey        | Brangane  | MPC                           |
| 457970     | 2009 VH88  | 10 nov 2009 | Kitt Peak    | Spacewatch                 | —         | MPC                           |
| 457971     | 2009 VV88  | 27 set 2009 | Kitt Peak    | Spacewatch                 | —         | MPC                           |
| 457972     | 2009 VO94  | 9 nov 2009  | Kitt Peak    | Spacewatch                 | —         | MPC                           |
| 457973     | 2009 VV94  | 9 nov 2009  | Kitt Peak    | Spacewatch                 | —         | MPC                           |
| 457974     | 2009 VX95  | 21 set 2009 | Mount Lemmon | Mount Lemmon Survey        | —         | MPC                           |
| 457975     | 2009 VG96  | 21 set 2009 | Mount Lemmon | Mount Lemmon Survey        | —         | MPC                           |
| 457976     | 2009 VX104 | 18 out 2009 | Socorro      | LINEAR                     | —         | MPC                           |
| 457977     | 2009 VB107 | 8 nov 2009  | Catalina     | CSS                        | —         | MPC                           |
| 457978     | 2009 VE107 | 30 out 2009 | Mount Lemmon | Mount Lemmon Survey        | Brangane  | MPC                           |
| 457979     | 2009 VD109 | 27 mai 2008 | Kitt Peak    | Spacewatch                 | Juno      | MPC                           |
| 457980     | 2009 VK110 | 10 nov 2009 | Mount Lemmon | Mount Lemmon Survey        | —         | MPC                           |
| 457981     | 2009 VS111 | 14 out 2009 | Mount Lemmon | Mount Lemmon Survey        | —         | MPC                           |
| 457982     | 2009 VY113 | 8 nov 2009  | Kitt Peak    | Spacewatch                 | —         | MPC                           |
| 457983     | 2009 VD114 | 9 nov 2009  | Kitt Peak    | Spacewatch                 | —         | MPC                           |
| 457984     | 2009 VC116 | 10 nov 2009 | Kitt Peak    | Spacewatch                 | —         | MPC                           |
| 457985     | 2009 WG3   | 16 nov 2009 | Mount Lemmon | Mount Lemmon Survey        | —         | MPC                           |
| 457986     | 2009 WU9   | 19 nov 2009 | Socorro      | LINEAR                     | —         | MPC                           |
| 457987     | 2009 WC10  | 19 nov 2009 | Socorro      | LINEAR                     | —         | MPC                           |
| 457988     | 2009 WF11  | 19 nov 2009 | Kitt Peak    | Spacewatch                 | —         | MPC                           |
| 457989     | 2009 WV19  | 17 nov 2009 | Kitt Peak    | Spacewatch                 | —         | MPC                           |
| 457990     | 2009 WS28  | 8 nov 2009  | Kitt Peak    | Spacewatch                 | —         | MPC                           |
| 457991     | 2009 WT31  | 8 nov 2009  | Kitt Peak    | Spacewatch                 | —         | MPC                           |
| 457992     | 2009 WF32  | 16 nov 2009 | Kitt Peak    | Spacewatch                 | —         | MPC                           |
| 457993     | 2009 WZ35  | 17 nov 2009 | Kitt Peak    | Spacewatch                 | —         | MPC                           |
| 457994     | 2009 WP37  | 17 nov 2009 | Kitt Peak    | Spacewatch                 | —         | MPC                           |
| 457995     | 2009 WB39  | 17 nov 2009 | Kitt Peak    | Spacewatch                 | —         | MPC                           |
| 457996     | 2009 WP42  | 17 nov 2009 | Mount Lemmon | Mount Lemmon Survey        | Brangane  | MPC                           |
| 457997     | 2009 WN62  | 16 nov 2009 | Mount Lemmon | Mount Lemmon Survey        | —         | MPC                           |
| 457998     | 2009 WK63  | 16 nov 2009 | Mount Lemmon | Mount Lemmon Survey        | —         | MPC                           |
| 457999     | 2009 WK65  | 17 nov 2009 | Kitt Peak    | Spacewatch                 | —         | MPC                           |
| 458000     | 2009 WP65  | 23 out 2009 | Mount Lemmon | Mount Lemmon Survey        | —         | MPC                           |